# GROWING REED
『GROWING REED』（グローイングリード）は、J-WAVEで毎週月曜日（日曜深夜）0:00 - 1:00に放送されているラジオ番組。ナビゲーター（DJ）は岡田准一。

## 概要
岡田准一をナビゲーターに、毎週さまざまな分野で活躍する著名人を迎えトークを繰り広げていく番組。2017年2月現在、500人を超えるゲストを迎えている。
番組のコンセプトは「人間は成長する葦である。『考える葦』は人と出会い、学び、発見することで『行動する葦』へと成長していく」。
2023年3月までは、奇数月の第1日曜日に『RADIO SAKAMOTO』を放送していたため、番組を休止していた。
2018年3月放送分までは岡田が当時所属していたジャニーズ事務所の方針により、radikoにおける関東地方（東京都・神奈川県・埼玉県・千葉県・群馬県・栃木県・茨城県）以外からの聴取（エリアフリー）および、放送終了後のタイムフリー聴取は出来なかった。同様の理由でLISMO WAVEにおいても2019年9月のサービス終了まで番組の聴取が出来なかった。

## 放送リスト
日付は暦で表記しているので注意のこと。

### 2005年4月 - 2015年3月
| 2005年4月 - 2007年3月 | 2005年4月 - 2007年3月 | 2005年4月 - 2007年3月                                     | 2005年4月 - 2007年3月      | 2005年4月 - 2007年3月                                    |
| 回数                  | 放送日                | テーマ                                                    | ゲスト                     | 放送当時のゲスト肩書き 公式サイトまたはオンエアでの紹介  |
| --------------------- | --------------------- | --------------------------------------------------------- | -------------------------- | -------------------------------------------------------- |
| 1                     | 2005年4月4日          | 大人ってなんだろう?                                       | 小浜逸郎                   | 人間学アカデミー主宰、国士舘大学21世紀アジア学部客員教授 |
| 2                     | 4月11日               | 心ってなんだろう?                                         | 茂木健一郎                 | 脳科学者                                                 |
| 3                     | 4月18日               | アートを親しむってなんだろう?                             | 西本剛己                   | 美術家・デザイナー。ARTLAB＋（アートラボプラス）代表     |
| 4                     | 4月25日               | 宇宙                                                      | 松岡均                     | 日本科学未来館 科学技術スペシャリスト                    |
| 5                     | 5月9日                | ジャーナリズムってなんですか?                             | ベンジャミン・フルフォード | フリージャーナリスト                                     |
| 6                     | 5月16日               | 美しい日本語ってなんですか?                               | 橋本治                     | 作家                                                     |
| 7                     | 5月23日               | 仕事ができる極意ってなんだろう?                           | 野口悠紀雄                 | 早稲田大学大学院ファイナンス研究科教授                   |
| 8                     | 5月30日               | 家族って何ですか?                                         | 山田昌弘                   | 東京学芸大学教授                                         |
| 9                     | 6月6日                | 人はなぜ踊るのですか?                                     | 宮尾慈良                   | 演劇学者                                                 |
| 10                    | 6月13日               | 宗教ってなんですか?                                       | 中沢新一                   | 宗教学者                                                 |
| 11                    | 6月20日               | 選挙に行かなきゃダメですか?                               | 宮崎哲弥                   | 評論家                                                   |
| 12                    | 6月27日               | 女性を成長させるものは何ですか?                           | 林真理子                   | 作家                                                     |
| 13                    | 7月11日               | ヒトはなぜ感動するのか?                                   | 乙武洋匡                   | スポーツライター                                         |
| 14                    | 7月18日               | 危機管理ってなんですか?                                   | 佐々淳行                   | 作家、初代内閣安全保障室室長                             |
| 15                    | 7月25日               | 頭がいいってどういうこと?〜受験編～                       | 樋口裕一                   | 白藍塾主宰、予備校東進ハイスクール講師                   |
| 16                    | 8月1日                | 映画は国を変えますか?                                     | 李鳳宇                     | 映画プロデューサー、シネカノン代表                       |
| 17                    | 8月8日                | 自転車が作る未来って何ですか?                             | 疋田智                     | TVディレクター                                           |
| 18                    | 8月15日               | 戦争はなくならないんですか?                               | 小川和久                   | 国際政治・軍事アナリスト                                 |
| 19                    | 8月22日               | プロデューサーってなんですか?                             | 鈴木敏夫                   | スタジオジブリプロデューサー                             |
| 20                    | 8月29日               | 国連は平和を作れますか?                                   | 明石康                     | 元国際連合事務次長                                       |
| 21                    | 9月12日               | 地震の研究はどこまで進んでるんですか?                     | 土井恵治                   | 東京大学地震研究所アウトリーチ推進室 助教授              |
| 22                    | 9月19日               | 失敗から学べるものは何ですか?                             | 畑村洋太郎                 | 工学院大学教授、東京大学名誉教授                         |
| 23                    | 9月26日               | 人口が少なくなるとどうなるんですか?                       | 松谷明彦                   | 政策研究大学院大学教授、元大蔵省官房審議官               |
| 24                    | 10月3日               | オペラの楽しみ方を知りたいんです                          | 加藤浩子                   | 音楽評論家                                               |
| 25                    | 10月10日              | いい住宅ってなんですか?                                   | 長嶋修                     | 株式会社さくら事務所社長                                 |
| 26                    | 10月17日              | 希望って何ですか?                                         | 玄田有史                   | 東京大学社会科学研究所助教授                             |
| 27                    | 10月24日              | 和食は世界に通じる文化ですか?                             | 服部幸應                   | 服部栄養専門学校校長                                     |
| 28                    | 10月31日              | オタクはニッポンを救いますか?                             | 岡田斗司夫                 | （株）オタキング代表・作家・評論家                       |
| 29                    | 11月14日              | 強さって何ですか?                                         | 甲野善紀                   | 武術研究家                                               |
| 30                    | 11月21日              | 憲法って何ですか?                                         | 伊藤真                     | 伊藤塾塾長                                               |
| 31                    | 11月28日              | 本当のサービスって何ですか?                               | 高野登                     | ザ・リッツ・カールトン・ホテル日本支社長                 |
| 32                    | 12月5日               | 三国志って何ですか?                                       | 渡辺精一                   | 二松学舎大学講師、中国文学者                             |
| 33                    | 12月12日              | 言葉にしなきゃダメですか?                                 | 中島義道                   | 哲学者、電気通信大学教授                                 |
| 34                    | 12月19日              | スポーツはニッポンを変えますか?                           | 川淵三郎                   | 日本サッカー協会キャプテン                               |
| 35                    | 12月26日              | 考古学って何ですか?                                       | 吉村作治                   | 早稲田大学教授、工学博士                                 |
| 36                    | 2006年1月9日          | 僕達の将来は明るいですか?                                 | 宮台真司                   | 首都大学東京准教授                                       |
| 37                    | 1月16日               | いい声って何ですか?                                       | 磯貝靖洋                   | 音声学者、OWS創造塾塾長                                  |
| 38                    | 1月23日               | ロボットの未来はどうなりますか?                           | 高西淳夫                   | 早稲田大学理工学部教授                                   |
| 39                    | 1月30日               | 日本語はどう変わっていくんですか?                         | 井上史雄                   | 明海大学教授                                             |
| 40                    | 2月6日                | 裁判って何ですか?                                         | 四宮啓                     | 弁護士、早稲田大学大学院教授                             |
| 41                    | 2月13日               | どうすれば中国とうまくやっていけますか?                   | 富坂聰                     | フリージャーナリスト                                     |
| 42                    | 2月20日               | おカネのことを教えて下さい!                               | 森永卓郎                   | 経済アナリスト                                           |
| 43                    | 2月27日               | ココロについて教えて下さい!                               | 香山リカ                   | 精神科医、帝塚山学院大学教授                             |
| 44                    | 3月13日               | アメリカは世界をどうしたいんですか?                       | 烏賀陽弘道                 | ジャーナリスト                                           |
| 45                    | 3月20日               | 働く喜びって何ですか?                                     | 塩野米松                   | 作家                                                     |
| 46                    | 3月27日               | 著作権って何ですか?                                       | 岩倉正和                   | 弁護士                                                   |
| 47                    | 4月3日                | 石油の未来はどうなりますか?                               | 石井彰                     | エネルギー・エコノミスト                                 |
| 48                    | 4月10日               | 数学は役に立ちますか?                                     | 小島寛之                   | 数学エッセイスト、帝京大学経済学部助教授                 |
| 49                    | 4月17日               | 男は恋愛によってどう変わりますか?                         | 柴門ふみ                   | 漫画家                                                   |
| 50                    | 4月24日               | 勝負の分かれ目を教えて下さい                              | 羽生善治                   | 棋士                                                     |
| 51                    | 5月1日                | ダイヤモンドについて教えて下さい                          | 小山田大也                 | プリモ・ジャパン取締役兼商品部部長                       |
| 52                    | 5月15日               | 地方分権で僕らの毎日は変わりますか?                       | 中田宏                     | 横浜市長                                                 |
| 53                    | 5月22日               | 噂や口コミとどう付き合えば良いですか?                     | 松田美佐                   | 中央大学文学部助教授                                     |
| 54                    | 5月29日               | 映像の力って何ですか?                                     | 是枝裕和                   | 映画監督                                                 |
| 55                    | 6月5日                | 織田信長って何者ですか?                                   | 秋山駿                     | 文芸評論家                                               |
| 56                    | 6月12日               | 旅の醍醐味って何ですか?                                   | 石川次郎                   | エディトリアル・ディレクター                             |
| 57                    | 6月19日               | 作るってなんですか?                                       | 藤森照信                   | 東京大学教授・建築史家・建築家                           |
| 58                    | 6月26日               | ファンタジーって何ですか?                                 | 金原瑞人                   | 法政大学教授・児童文学研究家・翻訳家                     |
| 59                    | 7月10日               | このまま人口が増え続けると、世界はどうなっちゃうんですか? | 池上清子                   | 国連人口基金東京事務所長                                 |
| 60                    | 7月17日               | 日本の家庭はどう変わったんですか?                         | 広田照幸                   | 東京大学大学院教育学研究科教授                           |
| 61                    | 7月24日               | 遊園地って何ですか？                                      | 橋爪紳也                   | 大阪市立大学都市研究プラザ教授                           |
| 62                    | 7月31日               | デザインの力って何ですか？                                | 山本耀司                   | デザイナー                                               |
| 63                    | 8月7日                | 南極ってどんなところですか?                               | 藤井理行                   | 国立極地研究所所長                                       |
| 64                    | 8月14日               | テレビって何ですか?                                       | 稲増龍夫                   | 法政大学社会学部教授                                     |
| 65                    | 8月21日               | 男と女はどこが違うんですか?                               | 長谷川眞理子               | 総合研究大学院大学教授・理学博士                         |
| 66                    | 8月28日               | 【ドラクエ】はなぜヒットしたんですか?                     | 堀井雄二                   | ゲームデザイナー                                         |
| 67                    | 9月11日               | 中華街の秘密を教えてください                              | 山下清海                   | 筑波大学大学院生命科学研究科教授                         |
| 68                    | 9月18日               | フリーペーパーって何ですか?                               | 稲垣太郎                   | 朝日新聞総合研究本部主任研究員                           |
| 69                    | 9月25日               | 化粧って何ですか?                                         | 石田かおり                 | 駒沢女子大学助教授・資生堂客員研究員                     |
| 70                    | 10月2日               | 外交って何ですか?                                         | 原田武夫                   | 元外交官、原田武夫国際戦略情報研究所代表                 |
| 71                    | 10月9日               | 日本語の歴史を教えてください                              | 山口仲美                   | 埼玉大学教授                                             |
| 72                    | 10月16日              | 活字離れってホントですか?                                 | 見城徹                     | 編集者                                                   |
| 73                    | 10月23日              | ラジオの力って何ですか?                                   | 沢木耕太郎                 | 作家                                                     |
| 74                    | 10月30日              | 岡田准一ってどうですか?                                   | 磯山晶                     | TBSプロデューサー                                        |
| 75                    | 11月13日              | 日本の農業は今、どうなってるんですか?                     | 矢口芳生                   | 東京農工大学大学院教授                                   |
| 76                    | 11月20日              | ガールズファッションは世界に通用する文化ですか?           | 大浜史太郎                 | 東京ガールズコレクション実行委員長                       |
| 77                    | 11月27日              | 限界を超えるにはどうしたらいいんですか?                   | 今井通子                   | 登山家・医師・東京農業大学客員教授                       |
| 78                    | 12月4日               | 中東の争いは何故なくならないんですか?                     | 水口章                     | 敬愛大学国際学部助教授                                   |
| 79                    | 12月11日              | お茶の楽しみって何ですか?                                 | 中谷美風                   | 煎茶美風流 四世家元                                      |
| 80                    | 12月18日              | ブランドって何ですか?                                     | 秦郷次郎                   | 秦ブランドコンサルティング代表取締役                     |
| 81                    | 2007年1月15日         | おもちゃの魅力って何ですか?                               | 伊藤義文                   | 博品館社長                                               |
| 82                    | 1月22日               | ホントのところ、マグロは今どうなってるんですか?           | 一志治夫                   | ノンフィクション作家                                     |
| 83                    | 1月29日               | 馬の魅力って何ですか?                                     | 須田鷹雄                   | 競馬ライター                                             |
| 84                    | 2月5日                | エンタテイメントってなんですか?                           | 馬場康夫                   | ホイチョイプロダクションズ代表                           |
| 85                    | 2月12日               | 出会いの力って何ですか?                                   | 阿川佐和子                 | タレント・エッセイスト                                   |
| 86                    | 2月19日               | 東洋医学って何ですか?                                     | 花輪壽彦                   | 北里研究所東洋医学総合研究所所長                         |
| 87                    | 2月26日               | 人間は時代で変わりますか?                                 | 宮部みゆき                 | 作家                                                     |
| 88                    | 3月12日               | ウチの地元もヤバイですか?                                 | 藤崎慎一                   | 地域活性プランニング代表                                 |
| 89                    | 3月19日               | ナショナリズムって何ですか?                               | 小熊英二                   | 慶應義塾大学総合政策学部助教授、社会学者                 |
| 90                    | 3月26日               | どうすればニッポンを変えられますか?                       | 猪瀬直樹                   | 東京大学客員教授・東京工業大学特任教授・作家             |

| 2007年4月 - 2009年3月 | 2007年4月 - 2009年3月 | 2007年4月 - 2009年3月                             | 2007年4月 - 2009年3月      | 2007年4月 - 2009年3月                                                   |
| 回数                  | 放送日                | テーマ                                            | ゲスト                     | 放送当時のゲスト肩書き 公式サイトまたはオンエアでの紹介                 |
| --------------------- | --------------------- | ------------------------------------------------- | -------------------------- | ----------------------------------------------------------------------- |
| 91                    | 2007年4月2日          | シェイクスピアの魅力について教えてください        | 河合祥一郎                 | 東京大学大学院総合文化研究科助教授                                      |
| 92                    | 4月9日                | 最先端の天文学                                    | 小久保英一郎               | 理論天文学者                                                            |
| 93                    | 4月16日               | 声優の醍醐味って何ですか?                         | 山寺宏一                   | 声優                                                                    |
| 94                    | 4月23日               | あなたは10代の頃、どんな本を読んでいましたか?     | 森絵都                     | 作家                                                                    |
| 95                    | 4月30日               | ビートルズの魅力を教えてください                  | 松村雄策                   | 音楽評論家                                                              |
| 96                    | 5月14日               | ロシアってホントはどんな国ですか?                 | 渡邊幸治                   | 日本国際交流センター シニア・フェロー 元駐ロシア大使                    |
| 97                    | 5月21日               | 楽園を探す旅とは何ですか?                         | 池澤夏樹                   | 作家                                                                    |
| 98                    | 5月28日               | 僕達は言葉の壁を越えられますか?                   | 鳥飼玖美子                 | 日本通訳学会会長・立教大学大学院教授                                    |
| 99                    | 6月4日                | クルマの未来はどうなりますか?                     | 三本和彦                   | モータージャーナリスト                                                  |
| 100                   | 6月11日               | 自然との共生ってなんですか?                       | 中村宏治                   | 水中カメラマン                                                          |
| 101                   | 6月18日               | テーマなし                                        | 沢木耕太郎（2回目）        | 作家                                                                    |
| 102                   | 6月25日               | 生きるってなんですか?                             | 井上雄彦                   | 漫画家                                                                  |
| 103                   | 7月2日                | 天気予報の仕事について教えてください              | 永澤義嗣                   | 気象庁主任予報官                                                        |
| 104                   | 7月9日                | 『陰日向に咲く』について教えて下さい              | 劇団ひとり                 | 作家                                                                    |
| 105                   | 7月23日               | 新聞の未来はどうなりますか?                       | 河内孝                     | 元毎日新聞常務取締役                                                    |
| 106                   | 7月30日               | いい審判って何ですか?                             | 上川徹                     | 日本サッカー協会トップレフェリー・インストラクター                      |
| 107                   | 8月6日                | アートの話をしませんか                            | 中ザワヒデキ               | 美術家                                                                  |
| 108                   | 8月13日               | 才能を伸ばす環境ってなんですか?                   | 上田信行                   | 同志社女子大学現代社会学部現代こども学科教授                            |
| 109                   | 8月20日               | 今、恐竜についてどこまでわかっていますか?         | 真鍋真                     | 国立科学博物館研究主幹                                                  |
| 110                   | 8月27日               | 『一瞬の風になれ』について教えてください          | 佐藤多佳子                 | 小説家                                                                  |
| 111                   | 9月10日               | イラクは今どうなっているんですか?                 | 酒井啓子                   | 東京外語大大学院教授、元アジア経済研究所参事                            |
| 112                   | 9月17日               | アフリカは今どうなっているんですか?               | 山田耕平                   | 歌手。元国際協力機構（JICA）青年海外協力隊員。                          |
| 113                   | 9月24日               | 生命（いのち）ってなんですか?                     | 福岡伸一                   | 青山学院大学理工学部化学・生命科学科教授                                |
| 114                   | 10月1日               | 僕らは北朝鮮とは仲良くできないんですか?           | 重村智計                   | 早稲田大学国際教養学部教授                                              |
| 116                   | 10月15日              | オランダモデルって何ですか?                       | 長坂寿久                   | 拓殖大学国際開発研究所教授                                              |
| 117                   | 10月22日              | 時速300km、極限の世界と夢を教えて下さい           | 鈴木亜久里                 | 元F1ドライバー                                                          |
| 118                   | 10月29日              | 和太鼓って何ですか?                               | 林英哲                     | 洗足学園音楽大学客員教授・太鼓ソリスト                                  |
| 119                   | 11月12日              | ウナギが食べられなくなるってホントですか?         | 井田徹治                   | 共同通信社・科学部次長                                                  |
| 120                   | 11月19日              | 和紙って何ですか?                                 | 堀木エリ子                 | 和紙デザイナー                                                          |
| 121                   | 11月26日              | 芸術監督って何ですか?                             | ペーター・ゲスナー         | 演出家、調布市せんがわ劇場芸術監督                                      |
| 122                   | 12月4日               | いい学校って何ですか?                             | 藤原和博                   | [よのなか科]主宰。杉並区和田中学校校長。                                |
| 123                   | 12月10日              | 男のかっこよさはどこにありますか?                 | 金城一紀                   | 作家・脚本家                                                            |
| 124                   | 12月17日              | 速く走るにはどうすればいいですか?                 | 為末大                     | プロ陸上選手                                                            |
| 125                   | 12月24日              | クリスマス、地球の裏側は今、どうなっていますか?   | 石橋純                     | ライター・東京大学大学院准教授                                          |
| 126                   | 12月31日              | コミュニケーションって何ですか?                   | 平田オリザ                 | 劇作家・演出家                                                          |
| 127                   | 2008年1月14日         | 渋滞学って何ですか?                               | 西成活裕                   | 東京大学大学院工学系研究科航空宇宙工学専攻助教授                        |
| 128                   | 1月21日               | 地雷は今どうなっていますか?                       | 中込璋                     | JICA（国際協力機構）コンサルタント                                      |
| 129                   | 1月28日               | 今、算数はどうなっていますか?                     | 芳沢光雄                   | 桜美林大学教授 基礎数理専攻教授                                         |
| 130                   | 2月4日                | ファッション業界の裏側を教えて下さい              | 山室一幸                   | WWDジャパン編集長                                                       |
| 131                   | 2月11日               | 本物の思考力って何ですか?                         | 渡辺健介                   | 『世界一やさしい問題解決の授業』著者                                    |
| 132                   | 2月18日               | あれから3年、何が変わりましたか?                  | 茂木健一郎（2回目）        | 脳科学者                                                                |
| 133                   | 2月25日               | 相撲の未来はどうなっちゃうんですか?               | 元横綱千代の富士・九重親方 | 相撲協会理事・広報部長                                                  |
| 134                   | 3月10日               | 高度情報化社会を生き抜くにはどうしたらいいですか? | 川上和久                   | 明治学院大学教授                                                        |
| 135                   | 3月17日               | ボランティアって何ですか?                         | 大野寿子                   | メイク・ア・ウィッシュオブジャパン事務局長                              |
| 136                   | 3月24日               | 地球の未来はどうなっちゃうんですか?               | 松井孝典                   | 東京大学大学院教授・宇宙生物学者                                        |
| 137                   | 3月31日               | 世界の母と子に何が起きているんですか?             | 井筒節                     | 国連人口基金（UNFPA）ニューヨーク本部 専門分析官                        |
| 138                   | 4月7日                | 社会を元気にするにはどうすればいいですか?         | 藤巻幸夫                   | フジマキ・ジャパン副社長、イトーヨーカ堂顧問                            |
| 139                   | 4月14日               | 建築家の目が見てるものって何ですか?               | 中村拓志                   | 一級建築士・NAP建築設計事務所代表取締役                                 |
| 140                   | 4月21日               | スイーツは人を幸せにしますか?                     | 辻口博啓                   | 『モンサンクレール』オーナーパティシエ                                  |
| 141                   | 4月28日               | いい病院・いい医者って何ですか?                   | 鎌田實                     | 医師・作家                                                              |
| 142                   | 5月12日               | 父親になるってどういうことですか?                 | 安藤哲也                   | NPO法人ファザーリング・ジャパン代表                                     |
| 143                   | 5月19日               | 都市と交通の関係を教えてください                  | 井口典夫                   | 青山学院大学総合文化政策学部教授                                        |
| 144                   | 5月26日               | 裁判はこれからどうなっていくんですか?             | 高野隆                     | 弁護士・早稲田大学大学院法務研究科客員教授                              |
| 145                   | 6月2日                | 徳川家康のすごさを教えてください                  | 井沢元彦                   | 作家                                                                    |
| 146                   | 6月9日                | なぜ山に登るんですか?                             | 栗城史多                   | 登山家                                                                  |
| 147                   | 6月16日               | 一芸に秀でるにはどうしたらいいですか?             | いっこく堂                 | 腹話術師いっこく（玉城一石）と人形たちによる劇団                        |
| 148                   | 6月24日               | デキル男って何ですか?                             | 弘兼憲史                   | 漫画家・『課長島耕作』著者                                              |
| 149                   | 7月1日                | オーケストラって何ですか?                         | 宮本文昭                   | 元オーボエ奏者・東京音楽大学教授                                        |
| 150                   | 7月14日               | クレーマーって何ですか?                           | 援川聡                     | 株式会社エンゴシステム代表取締役                                        |
| 151                   | 7月21日               | 鍛えるって何ですか?                               | 須藤元気                   | 元総合格闘家・作家・俳優                                                |
| 152                   | 7月28日               | 男を磨くにはどうしたらいいですか?                 | 黒鉄ヒロシ                 | 漫画家                                                                  |
| 153                   | 8月4日                | 素顔の中国について教えてください                  | 谷村新司                   | シンガーソングライター、タレント、作詞家、作曲家                        |
| 154                   | 8月11日               | 同級生トークをしましょう                          | 梅佳代                     | 写真家                                                                  |
| 155                   | 8月18日               | マイルス・デイビスってすごかったんですか?         | 菊地成孔                   | 音楽家・文筆家                                                          |
| 156                   | 8月25日               | 大学って何ですか?                                 | 矢野眞和                   | 昭和女子大学人間社会学部教授、工学博士                                  |
| 157                   | 9月1日                | ゲームは映画を超えますか?                         | 小島秀夫                   | 株式会社コナミデジタルエンタテインメント執行役員                        |
| 158                   | 9月15日               | 日本の農業は今どうなっていますか?                 | 生源寺眞一                 | 東京大学大学院農学生命科学研究科教授                                    |
| 159                   | 9月22日               | 日本の小説は世界に通用しますか?                   | マイケル・ステーリ         | 英文図書・小説編集者                                                    |
| 160                   | 9月29日               | 今、世界の金融市場には何が起こっているんですか?   | 藤巻健史                   | 債券・為替・株式トレーダー                                              |
| 161                   | 10月6日               | 人類は感染症に勝てますか?                         | 岡田晴恵                   | 国立感染症研究所 ウイルス第3部研究員                                    |
| 162                   | 10月13日              | 注目の作家、和田竜さんってどんな人ですか?         | 和田竜                     | 作家                                                                    |
| 163                   | 10月20日              | ものづくりの哲学を教えてください                  | 吉田輝幸                   | 吉田カバン社長                                                          |
| 164                   | 10月27日              | 上原さん、トークセッションしましょう              | 上原ひろみ                 | ジャズピアニスト                                                        |
| 165                   | 11月10日              | エコロジーって何ですか？                          | 武田邦彦                   | 芝浦工業大学材料工学科教授                                              |
| 166                   | 11月17日              | 僕らは日本語をよく知っていますか?                 | 城生佰太郎                 | 筑波大学大学院人文社会科学研究科教授・学術博士                          |
| 167                   | 11月24日              | 悩める若者は社会を変えられますか?                 | 姜尚中                     | 東京大学大学院情報学環教授                                              |
| 168                   | 12月1日               | 匂いが人に与える影響って何ですか?                 | 森裕司                     | 東京大学大学院農学生命科学研究科獣医動物行動学研究室教授                |
| 169                   | 12月8日               | 世界の悲しみを前に何ができますか?                 | Candle JUNE                | キャンドルアーティスト                                                  |
| 170                   | 12月15日              | 良きリーダーの条件は何ですか?                     | 竹中平蔵                   | 慶應義塾大学グローバルセキュリティー研究所教授・所長                    |
| 171                   | 12月22日              | 気持ちを伝える言葉を教えてください                | 佐佐木幸綱                 | 歌人、国文学者                                                          |
| 172                   | 12月29日              | うまくやるコツを教えてください                    | 水野敬也                   | 作家                                                                    |
| 173                   | 2009年1月12日         | 人の心を動かす料理って何ですか?                   | 林真理子（2回目）          | 作家                                                                    |
| 174                   | 1月19日               | 日本の政治に期待できることって何ですか?           | 角谷浩一                   | 政治ジャーナリスト                                                      |
| 175                   | 1月26日               | 日本のNPOの現状を教えてください                   | 佐藤大吾                   | NPO法人チャリティ・プラットフォーム理事長                               |
| 176                   | 2月2日                | センスがいいって何ですか?                         | 勝田隆夫                   | インテリアデザイナー                                                    |
| 177                   | 2月9日                | 科学は世の中を変えますか?                         | 伊藤智義                   | 千葉大学 大学院 教授                                                    |
| 178                   | 2月16日               | ドラマにとって大事なことを教えてください          | 山田太一                   | 脚本家、小説家                                                          |
| 179                   | 2月23日               | 漫画家・浦沢直樹はどうやってできたんですか?       | 浦沢直樹                   | 漫画家                                                                  |
| 180                   | 3月2日                | 僕らにできる国際協力って何ですか?                 | 山本敏晴                   | 宇宙船地球号 事務局長                                                   |
| 181                   | 3月16日               | 舞台は人生を変えますか?                           | 宮本亜門                   | 演出家                                                                  |
| 182                   | 3月23日               | ドラッグ・レースって何ですか?                     | 重松健                     | ドラッグレーサー                                                        |
| 183                   | 3月30日               | 森から学べることって何ですか?                     | 宮脇昭                     | 横浜国立大学名誉教授、国際生態学センター所長、NPO地球の緑を育てる会顧問 |

| 2009年4月 - 2011年3月 | 2009年4月 - 2011年3月 | 2009年4月 - 2011年3月                                | 2009年4月 - 2011年3月 | 2009年4月 - 2011年3月                                              |
| 回数                  | 放送日                | テーマ                                               | ゲスト                | 放送当時のゲスト肩書き 公式サイトまたはオンエアでの紹介            |
| --------------------- | --------------------- | ---------------------------------------------------- | --------------------- | ------------------------------------------------------------------ |
| 184                   | 2009年4月6日          | 日中関係の未来はどうなりますか?                      | 莫邦富                | 経済ジャーナリスト・作家                                           |
| 185                   | 4月13日               | 良いおもちゃって何ですか?                            | 多田千尋              | 東京おもちゃ美術館館長、NPO法人日本グッド・トイ委員会理事長        |
| 186                   | 4月20日               | ジャーナリズムの使命って何ですか?                    | 田原総一朗            | 評論家・ジャーナリスト                                             |
| 187                   | 4月27日               | 書き続けられる原動力は何ですか?                      | 石田衣良              | 小説家                                                             |
| 188                   | 5月4日                | コーヒーの真実を教えてください                       | 川島良彰              | コーヒー栽培技師、日本サステイナブル・コーヒー協会 理事長          |
| 189                   | 5月18日               | 京都の魅力って何ですか?                              | 麻生圭子              | エッセイスト                                                       |
| 190                   | 5月25日               | 絵本の魅力って何ですか?                              | 荒井良二              | 絵本作家                                                           |
| 191                   | 6月1日                | スポーツについて語りましょう                         | 金子達仁              | スポーツライター                                                   |
| 192                   | 6月8日                | 漆器って何ですか?                                    | 高尾曜                | 漆工研究家                                                         |
| 193                   | 6月15日               | 青春って何ですか?                                    | あさのあつこ          | 小説家                                                             |
| 194                   | 6月22日               | 次世代に伝えたいことって何ですか?                    | 出井伸之              | 株式会社クオンタムリープ代表取締役                                 |
| 195                   | 6月29日               | 本谷有希子って何ですか?                              | 本谷有希子            | 劇作家、演出家、女優、声優、小説家                                 |
| 196                   | 7月13日               | 二人で何か面白いことしかけましょう                   | 箭内道彦              | クリエイティブディレクター                                         |
| 197                   | 7月20日               | 深海について教えてください                           | 田代省三              | 海洋研究開発機構 海洋地球情報部広報課長                            |
| 198                   | 7月27日               | 国語って何ですか?                                    | 中井浩一              | 教育ジャーナリスト、国語専門塾鶏鳴学園塾長                         |
| 199                   | 8月3日                | 支えあうってどういうことですか?                      | 細川佳代子            | 認定NPO法人スペシャルオリンピックス日本 名誉会長                   |
| 200                   | 8月10日               | 心の強さって何ですか?                                | 高妻容一              | スポーツメンタルトレーニング指導士                                 |
| 201                   | 8月17日               | 科学の未来はどうなりますか?                          | 毛利衛                | 日本科学未来館館長                                                 |
| 202                   | 8月24日               | 人と宇宙のかかわりを教えてください                   | 毛利衛                | 日本科学未来館館長                                                 |
| 203                   | 8月31日               | サッカーの魅力って何ですか？                         | 高橋陽一              | 漫画家、『キャプテン翼』著者                                       |
| 204                   | 9月14日               | 映画をプロデュースするってどういうことですか?        | 一瀬隆重              | 映画プロデューサー                                                 |
| 205                   | 9月21日               | 日本でいちばんいい学校とはどんな学校ですか?          | 金子郁容              | 慶応義塾大学 政策・メディア研究科委員長／教授                      |
| 206                   | 9月28日               | ロシア文学の魅力って何ですか?                        | 亀山郁夫              | ロシア文学者、東京外国語大学長                                     |
| 207                   | 10月5日               | 人はなぜバーチャルの世界にはまるんですか?            | 廣瀬通孝              | 東京大学大学院情報理工学系研究科 知能機械情報学 専攻 教授          |
| 208                   | 10月12日              | 遊び場って何ですか?                                  | 天野秀昭              | NPO法人『日本冒険遊び場作り協会』『プレーパークせたがや』理事      |
| 209                   | 10月19日              | 今、国際政治はどう変わってきているんですか?          | 田中宇                | 国際情勢解説者                                                     |
| 210                   | 10月26日              | 日本のアニメについて今思ってることを聞かせてください | 富野由悠季            | アニメーション監督・原作者                                         |
| 211                   | 11月2日               | 眠る秘訣って何ですか?                                | 井上昌次郎            | 東京医科歯科大学 名誉教授。世界睡眠学会連合理事                    |
| 212                   | 11月16日              | 旅先で見てきたものは何ですか?                        | 中村安希              | ノンフィクション作家                                               |
| 213                   | 11月23日              | 自分で健康管理するにはどうしたらいいですか?          | 中川徹                | 日立健康管理センタ・放射線診断科主任医長                           |
| 214                   | 11月30日              | アートディレクターって何ですか?                      | 森本千絵              | アートディレクター                                                 |
| 215                   | 12月7日               | 明日のプレゼンに勝つにはどうすればいいですか?        | 箱田忠昭              | インサイト ラーニング株式会社 代表取締役                           |
| 216                   | 12月14日              | アニメとゲームにおける音楽の魅力って何ですか?        | 田中公平              | 作曲家、編曲家、歌手                                               |
| 217                   | 12月21日              | 岡田准一、古田新太と愛を語る                         | 古田新太              | 俳優                                                               |
| 218                   | 12月28日              | 日本は来年どうなりそうですか?                        | 夏野剛                | 慶應義塾大学大学院 政策メディア研究科 特別招聘教授                 |
| 219                   | 2010年1月11日         | 今の時代、日本を考えるにはどうしたらいいですか?      | 松岡正剛              | 編集工学研究所所長・イシス編集学校校長                             |
| 220                   | 1月18日               | 僕らにとって心地よい照明とは何ですか?                | 乾正雄                | 武蔵工業大学教授、東京工業大学名誉教授                             |
| 221                   | 1月25日               | 木と共に生きるにはどうしたらいいですか?              | 稲本正                | 作家、工芸家                                                       |
| 222                   | 2月1日                | 日本の芸術文化はこれからどうなりますか?              | 平田オリザ（2回目）   | 劇作家・演出家                                                     |
| 223                   | 2月8日                | デザイナーの考える未来って何ですか?                  | 平野友康              | 株式会社デジタルステージ代表 メディアクリエイター                  |
| 224                   | 2月15日               | 魅力的な本棚の作り方を教えてください                 | 幅允孝                | BACH（バッハ）代表、ブックディレクター                             |
| 225                   | 2月22日               | 10代から今まで、どう成長してきましたか?              | 藤原竜也              | 俳優                                                               |
| 226                   | 3月1日                | スポーツ解説の醍醐味って何ですか?                    | 栗山英樹              | スポーツキャスター                                                 |
| 227                   | 3月15日               | 長く愛されるものって何ですか?                        | ナガオカケンメイ      | デザイナー D&DEPARTMENT PROJECT 代表                               |
| 228                   | 3月22日               | 落語の世界について教えてください                     | 立川志の輔            | 落語家                                                             |
| 229                   | 3月29日               | 日本は工業で復活できますか?                          | 山根一眞              | ジャーナリスト、ノンフィクション作家                               |
| 230                   | 4月5日                | 命って何ですか?                                      | 柳田邦男              | ノンフィクション作家、評論家                                       |
| 231                   | 4月12日               | ムダをなくすにはどうしたらいいんですか?              | 岸良裕司              | ゴールドラット・コンサルティング・ディレクター                     |
| 232                   | 4月19日               | 人口が減ると社会はどうなっちゃうんですか?            | 鬼頭宏                | 上智大学地球環境研究所所長                                         |
| 233                   | 4月26日               | サッカーを語る魅力って何ですか?                      | 山本浩                | 法政大学学部専任教員 元NHK解説委員（スポーツ・体育分野担当）       |
| 234                   | 5月10日               | 理想の国土交通を教えてください                       | 中条潮                | 慶應大学商学部 教授                                                |
| 235                   | 5月17日               | 仏教の教えって何ですか?                              | 五木寛之              | 作家、評論家                                                       |
| 236                   | 5月24日               | 世界のテニスについて教えてください                   | 杉山愛                | 元女子プロテニスプレーヤー / テニス中継解説者 / コメンテーター     |
| 237                   | 5月31日               | 海外の音楽や文化に触れる良さって何ですか?            | ピーター・バラカン    | ブロードキャスター                                                 |
| 238                   | 6月7日                | 人間関係には疲れないためにはどうしたらいいですか?    | 鎌田實（2回目）       | 医師・作家                                                         |
| 239                   | 6月14日               | 正しい鉄道デザインって何ですか?                      | 水戸岡鋭冶            | 工業デザイナー JR九州デザイン顧問・両備グループデザイン顧問        |
| 240                   | 6月21日               | 海の中はどんな世界ですか?                            | 篠宮龍三              | プロフリーダイバー                                                 |
| 241                   | 6月28日               | 映画を作る喜びって何ですか?                          | 小栗旬                | 俳優                                                               |
| 242                   | 7月12日               | ポケモンって何ですか?                                | 石原恒和              | 株式会社ポケモン 代表取締役社長・CEO                               |
| 243                   | 7月19日               | 経済を知らないと損をしますか?                        | 永濱利廣              | 第一生命経済研究所 主席エコノミスト                                |
| 244                   | 7月26日               | ニーチェについて教えてください                       | 白取春彦              | 作家『超訳 ニーチェの言葉』著者                                    |
| 245                   | 8月2日                | 造形作家って何ですか?                                | 安藤賢司              | 造形作家                                                           |
| 246                   | 8月9日                | お葬式って何ですか?                                  | 島田裕巳              | 文筆家、宗教学者                                                   |
| 247                   | 8月16日               | 短歌ってどうやったら作れますか?                      | 枡野浩一              | 歌人                                                               |
| 248                   | 8月23日               | 佐藤可士和の作り方                                   | 佐藤可士和            | アートディレクター/クリエイティブディレクター                      |
| 249                   | 8月30日               | 30代の男女の心理を教えてください                     | 角田光代              | 作家                                                               |
| 250                   | 9月13日               | 人の人との絆はどうやったら守れますか?                | 浅田次郎              | 作家                                                               |
| 251                   | 9月20日               | 官僚を魅力的な職業にするにはどうすればいいですか?    | 加藤創太              | 国際大学教授／東京財団上席研究員                                   |
| 252                   | 9月27日               | 日本人の国際性って正直どうですか?                    | 渋谷弘延              | 社団法人セーブ・ザ・チルドレン・ジャパン 理事・事務局長            |
| 253                   | 10月4日               | オークションの裏側について教えてください             | 石坂泰章              | 株式会社サザビーズジャパン代表取締役社長                           |
| 254                   | 10月11日              | 好きなことを仕事にするにはどうしたらいいですか?      | 青木良太              | 陶芸作家                                                           |
| 255                   | 10月18日              | 今、大人が子どもたちに伝えられることって何ですか?    | 原恵一                | アニメーション監督                                                 |
| 256                   | 10月25日              | SPにこめた野望、SPがめざす革命って何ですか?          | 波多野貴文            | 演出家、映画監督                                                   |
| 257                   | 11月1日               | コスチュームの魅力って何ですか?                      | ひびのこづえ          | コスチューム・アーティスト                                         |
| 258                   | 11月15日              | 新たな時代小説って何ですか?                          | 冲方丁                | 作家                                                               |
| 259                   | 11月22日              | 人形劇の魅力って何ですか?                            | 沢則行                | 人形師                                                             |
| 260                   | 11月29日              | ビッグイシューって何ですか?                          | 佐野章二              | （有）ビッグイシュー日本代表・CEO                                  |
| 261                   | 12月6日               | カメラマンにとって被写体って何ですか?                | 藤代冥砂              | 写真家・小説家                                                     |
| 262                   | 12月13日              | 居酒屋からどんな日本が見えますか?                    | 橋本健二              | 社会学者 武蔵大学社会学部教授                                      |
| 263                   | 12月20日              | 本を読んで幸せになれますか?                          | よしもとばなな        | 作家                                                               |
| 264                   | 12月27日              | 東京の交通って世界的に見てどうなんですか?            | 戸崎肇                | 早稲田大学アジア研究機構教授                                       |
| 265                   | 2011年1月10日         | 少年の心って何ですか?                                | coba                  | アコーディオニスト、作曲家                                         |
| 266                   | 1月17日               | なぜ、戦場に行くのですか?                            | 常岡浩介              | ジャーナリスト                                                     |
| 267                   | 1月24日               | 東京の生活に最低限必要なものは何ですか?              | 坂口恭平              | 建築家、作家                                                       |
| 268                   | 1月31日               | 紅茶の楽しみ方を教えて下さい                         | 加藤裕                | 最高級紅茶専門店 THE O DOR JAPON（テオドージャポン）日本統括責任者 |
| 269                   | 2月7日                | 社会貢献を仕事にできますか?                          | 小暮真久              | 社会起業家                                                         |
| 270                   | 2月14日               | BMXの魅力を教えてください                            | 佐々木元              | BMXライダー                                                        |
| 271                   | 2月21日               | どうしたら上手に愛されますか?                        | 桐木千寿              | 元祇園甲部芸妓、華道家                                             |
| 272                   | 2月28日               | 小説は僕ら青少年にどんな影響を与えますか?            | 有川浩                | 小説家、ライトノベル作家                                           |
| 273                   | 3月14日               | インターネットは日本人をどう変えますか?              | 津田大介              | メディアジャーナリスト                                             |
| 274                   | 3月28日               | VFXの秘密を教えてください                            | 山本雅之              | VFX／映像ディレクター                                              |

| 2011年4月 - 2013年3月 | 2011年4月 - 2013年3月 | 2011年4月 - 2013年3月                                             | 2011年4月 - 2013年3月 | 2011年4月 - 2013年3月                                                           |
| 回数                  | 放送日                | テーマ                                                            | ゲスト                | 放送当時のゲスト肩書き 公式サイトまたはオンエアでの紹介                         |
| --------------------- | --------------------- | ----------------------------------------------------------------- | --------------------- | ------------------------------------------------------------------------------- |
| 275                   | 2011年4月4日          | 20代をどうがんばってきましたか?                                   | 田根剛                | 建築家                                                                          |
| 276                   | 4月11日               | 今、就職ってどうなっているんですか?                               | 海老原嗣生            | 人事・雇用ジャーナリスト、リクルートエージェントフェロー                        |
| 277                   | 4月18日               | 『クレヨンしんちゃん』の秘密を教えてください                      | 矢島晶子              | 声優                                                                            |
| 278                   | 4月25日               | ヒーローの声はどうやって生まれたんですか?                         | 古谷徹                | 声優                                                                            |
| 279                   | 5月9日                | リーダーに必要なことって何ですか?                                 | 手嶋龍一              | 外交ジャーナリスト・作家 元NHKワシントン支局長                                  |
| 280                   | 5月16日               | いい先輩になるにはどうしたらいいですか?                           | 堤真一                | 俳優                                                                            |
| 281                   | 5月23日               | アフリカの実情について教えて下さい                                | 松本仁一              | ジャーナリスト、元朝日新聞編集委員                                              |
| 282                   | 5月30日               | 国会図書館って何ですか?                                           | 長尾真                | 国立国会図書館長                                                                |
| 283                   | 6月6日                | 今、照明デザイナーにできることって何ですか?                       | 岡安泉                | 照明デザイナー、岡安泉照明設計事務所代表                                        |
| 284                   | 6月13日               | 今、建築が目指すべきものは何ですか?                               | 谷尻誠                | 建築家                                                                          |
| 285                   | 6月20日               | 歌の言葉の力を教えてください                                      | 松本隆                | 作詞家                                                                          |
| 286                   | 6月27日               | 映画評論って今どうなっていますか?                                 | 清水節                | 編集者／映画評論家                                                              |
| 287                   | 7月11日               | 直木賞作家はどんな日々を送っているんですか?                       | 道尾秀介              | 作家                                                                            |
| 288                   | 7月18日               | 日本の観光はこれからどうなっていきますか?                         | 星野佳路              | 星野リゾート 社長                                                               |
| 289                   | 7月25日               | 宮沢賢治について教えてください                                    | 杉浦静                | 大妻女子大学教授 宮沢賢治学会イーハトーブセンター代表理事                       |
| 290                   | 8月1日                | 悩みを相談されたら、どうすればいいですか?                         | 加藤諦三              | 早稲田大学名誉教授 『テレフォン人生相談』レギュラーパーソナリティー             |
| 291                   | 8月8日                | 京都ならではの知恵って何ですか?                                   | 杉本節子              | 公益財団法人奈良屋記念杉本家保存会常務理事兼事務局長、料理研究家、エッセイスト  |
| 292                   | 8月15日               | ラグビーで大事なものって何ですか?                                 | 四宮洋平              | ラグビー選手                                                                    |
| 293                   | 8月22日               | 挑戦し続けるにはどうしたらいいですか?                             | 澤野大地              | 男子棒高跳選手                                                                  |
| 294                   | 8月29日               | 逆境を生きるにはどうしたらいいですか?                             | 伊集院静              | 作家、作詞家                                                                    |
| 295                   | 9月12日               | アートが社会にできることって何ですか?                             | 相馬千秋              | フェスティバル/トーキョープログラムディレクター                                 |
| 296                   | 9月19日               | ガラスの美しさって何ですか?                                       | イイノナホ            | ガラス作家                                                                      |
| 297                   | 9月26日               | 今、ラジオができることって何ですか?                               | 荻上チキ              | 評論家・編集者                                                                  |
| 298                   | 10月3日               | 言葉を発する責任って何ですか?                                     | 小島慶子              | ラジオパーソナリティ                                                            |
| 299                   | 10月10日              | 紛争を解決する力ってなんですか?                                   | 伊勢崎賢治            | 東京外国語大学大学院地域文化研究科教授（紛争予防と平和構築講座長）              |
| 300                   | 10月17日              | 日本のアニメや漫画の持つ力について教えてください                  | 安彦良和              | 漫画家                                                                          |
| 301                   | 10月24日              | 文学の可能性って何ですか?                                         | 平野啓一郎            | 小説家                                                                          |
| 302                   | 10月31日              | あきらめない心について教えてください                              | 川口淳一郎            | 宇宙航空研究開発機構(JAXA) 月・惑星探査プログラムグループプログラムディレクター |
| 303                   | 11月14日              | SFの魅力って何ですか?                                             | 巽孝之                | アメリカ文学者、 SF評論家。慶應義塾大学文学部教授                               |
| 304                   | 11月21日              | 受験の意義って何ですか?                                           | 松永暢史              | 受験プロ、教育環境設定コンサルタント、V-net教育相談事務所主宰、作家             |
| 305                   | 11月28日              | 今の日本はどう映っていますか?                                     | ドラ・トーザン        | 日本とフランスの架け橋として活躍する国際ジャーナリスト                          |
| 306                   | 12月5日               | 本当の中国について教えてください                                  | 加藤嘉一              | コラムニスト                                                                    |
| 307                   | 12月12日              | 古典文学の面白さって何ですか?                                     | 黒澤弘光              | 聖心女子大学、青山学院女子短期大学等で講師                                      |
| 308                   | 12月19日              | 日本の魚と漁業は今どうなっていますか?                             | さかなクン            | 東京海洋大学客員准教授 お魚らいふ・コーディネーター                             |
| 309                   | 12月26日              | テレビの現場は今どうなっていますか?                               | 辻稔                  | カメラマン                                                                      |
| 310                   | 2012年1月9日          | 明るい未来を考えるために・文化編                                  | 鴻上尚史              | 作家・演出家                                                                    |
| 311                   | 1月16日               | 明るい未来を考えるために・経済編                                  | 吉川良三              | 東京大学大学院ものづくり経営研究センター特任研究員                              |
| 312                   | 1月23日               | 僕が幸村誠さんを好きな理由                                        | 幸村誠                | 漫画家                                                                          |
| 313                   | 1月30日               | 自分はどんな大人になったと思いますか?                             | 西加奈子              | 作家                                                                            |
| 314                   | 2月6日                | こどもたちの安全を守るにはどうしたらいいですか?                   | 武田信彦              | 安全インストラクター／ワークショップデザイナー                                  |
| 315                   | 2月13日               | 今、正義って何ですか?                                             | 白倉伸一郎            | 東映東京撮影所長兼美術部長 株式会社東映テレビ・プロダクション取締役社長         |
| 316                   | 2月20日               | オーケストラの指揮者ってどんな仕事なんですか?                     | 山田和樹              | オーケストラ指揮者                                                              |
| 317                   | 2月27日               | 松木さん、熱く生きるにはどうしたらいいですか?                     | 松木安太郎            | 元サッカー日本代表／サッカー解説者                                              |
| 318                   | 3月5日                | 情報を制する方法について教えてください                            | 荻野金男              | グローバルインフォ株式会社取締役                                                |
| 319                   | 3月19日               | 伝統を継ぐのに大切なことって何ですか?                             | 宮本芳彦              | 宮本卯之助商店八代目代表取締役社長                                              |
| 320                   | 3月26日               | 今、考えるべき生き方は何ですか?                                   | 五木寛之（2回目）     | 作家                                                                            |
| 321                   | 4月2日                | 素粒子のいまを教えてください                                      | 山下了                | 東京大学素粒子物理国際研究センター准教授                                        |
| 322                   | 4月9日                | 働くということ                                                    | 鶴田浩之              | 学生起業家 Webデザイナー、ディレクター、フォトグラファー                        |
| 323                   | 4月16日               | 谷尻誠的〜勘違いから生まれるものとは                              | 谷尻誠（2回目）       | 建築家                                                                          |
| 324                   | 4月23日               | ラーメンを極めるとはどういうコトですか?                           | HEY!たくちゃん        | アゴものまね芸人                                                                |
| 325                   | 4月30日               | 100年愛されるモノづくりってなんですか?                            | 皆川明                | ミナ ペルホネン デザイナー                                                      |
| 326                   | 5月14日               | 中井流観劇のすすめ                                                | 中井美穂              | アナウンサー                                                                    |
| 327                   | 5月21日               | 灯りが作り出すものって何ですか?                                   | 戸恒浩人              | 照明デザイナー                                                                  |
| 328                   | 5月28日               | いま宇宙はどのくらい身近になったんですか?                         | 林公代                | 宇宙ライター                                                                    |
| 329                   | 6月4日                | 今、気になるフード理論について教えて下さい                        | 福田里香              | お菓子研究家                                                                    |
| 330                   | 6月11日               | 未来を作るソーシャルデザインの世界を教えてください                | 兼松佳宏              | ウェブマガジンgreenz 編集長                                                     |
| 331                   | 6月19日               | もう少し、語りあいませんか?                                       | 伊集院静（2回目）     | 作家                                                                            |
| 332                   | 6月26日               | あの街の魅力、探し方教えてください                                | 伊藤まさこ            | スタイリスト                                                                    |
| 333                   | 7月3日                | 小説家の頭の中を覗かせて下さい。                                  | 山崎ナオコーラ        | 小説家                                                                          |
| 334                   | 7月17日               | 『Black & White』書の奥深さ、美しさを教えてください               | 川尾朋子              | 書家                                                                            |
| 335                   | 7月24日               | 身体の持つ可能性を教えてください                                  | 金森穣                | 演出振付家、舞踊家                                                              |
| 336                   | 7月31日               | デザインの持つ力、そしてカードゲームの魅力とは?                   | 柿木原政広            | グラフィックデザイナー、アートディレクター                                      |
| 337                   | 8月7日                | アートが与える影響力とは?                                         | 南條史生              | 森美術館館長                                                                    |
| 338                   | 8月14日               | B級グルメの可能性とは?                                            | 柳生九兵衛            | B級グルメ《食人》                                                               |
| 339                   | 8月21日               | 毎日をちょっと楽しくする方法を教えて下さい                        | 中村貞裕              | トランジットジェネラルオフィス代表取締役社長                                    |
| 340                   | 8月28日               | 映画に対する情熱を教えて下さい                                    | 滝田洋二郎            | 監督・脚本家                                                                    |
| 341                   | 9月10日               | 建築家として今この国をどんな風に感じていますか?                   | 隈研吾                | 建築家                                                                          |
| 342                   | 9月17日               | 海外をフィールドに活躍する仕事の醍醐味とは?                       | ニシムラアヤミ        | メイクアップアーティスト                                                        |
| 343                   | 9月24日               | デザインの可能性とは?                                             | 梅原真                | デザイナー                                                                      |
| 344                   | 10月1日               | 日本の未来はどうですか?                                           | 波頭亮                | ソシオエコノミスト                                                              |
| 345                   | 10月8日               | あなたは’水’のこと、どこまで知っていますか?                       | 沖大幹                | 東京大学生産技術研究所教授                                                      |
| 346                   | 10月15日              | 風景がミニチュアに見える写真の手法は、どうやって生まれたんですか? | 本城直季              | 写真家                                                                          |
| 347                   | 10月22日              | 日本のカワイイ・カルチャーとは?                                   | 軍地彩弓              | 雑誌編集者                                                                      |
| 348                   | 10月29日              | 脱力系デザインとはどんなものですか?                               | 佐藤オオキ            | デザイナー                                                                      |
| 348                   | 11月12日              | 人を惹き付ける言葉、惹句とはどんなものですか?                     | 関根忠郎              | 惹句師（コピーライター）、映画ライター                                          |
| 349                   | 11月19日              | 北欧スタイルから学ぶ、理想の部屋づくりとは?                       | おさだゆかり          | 北欧雑貨バイヤー、ライター                                                      |
| 350                   | 11月26日              | コミュニケーション能力において、いま何が問題ですか?               | 平田オリザ（3回目）   | 劇作家・演出家                                                                  |
| 351                   | 12月3日               | 音のプロフェッショナルが考える、"いい音"とは?                     | オノセイゲン          | ミュージシャン、音響空間デザイナー、録音エンジニア                              |
| 352                   | 12月10日              | 写真という静止画で伝える世界とは?                                 | 立木義浩              | 写真家                                                                          |
| 353                   | 12月17日              | 女性心理は今どうなってますか?                                     | 酒井順子              | エッセイスト                                                                    |
| 354                   | 12月24日              | "天才"と呼ばれた五嶋さんの、"今"、そして"これから"とは?           | 五嶋龍                | ヴァイオリニスト                                                                |
| 355                   | 12月31日              | キャンドルを灯して作る"光"と"影"とは?                             | Candle JUNE（2回目）  | キャンドルアーティスト                                                          |
| 356                   | 2013年1月14日         | 日本人ならではのスポーツとの向き合い方とは?                       | 加藤久                | サッカー元日本代表キャプテン、スポーツ心理学博士                                |
| 357                   | 1月21日               | 男性に必要なもの、女性に必要なものとは?                           | 桜沢エリカ            | 漫画家                                                                          |
| 358                   | 1月28日               | コラスさんから見る日本はどんな国ですか?                           | リシャール・コラス    | シャネル日本法人代表・小説家                                                    |
| 359                   | 2月4日                | 作品の舞台を大切にされている吉田さんにとっての旅とは?             | 吉田修一              | 作家                                                                            |
| 360                   | 2月11日               | 過酷な山々に登った者にしか見えない景色とは?                       | 竹内洋岳              | プロ登山家                                                                      |
| 361                   | 2月18日               | 人気マンガ家の知られざる素顔とは?                                 | 久保ミツロウ          | 漫画家                                                                          |
| 362                   | 2月25日               | 生きていく上での、日々の発見の価値とは?                           | 養老孟司              | 解剖学者・東京大学名誉教授                                                      |
| 363                   | 3月4日                | 能楽囃子方とはどんな世界ですか?                                   | 大倉源次郎            | 能楽小鼓方大倉流16世宗家                                                        |
| 364                   | 3月18日               | 日本・世界における移植医療の課題とは?                             | 加藤友朗              | 移植外科医                                                                      |
| 365                   | 3月25日               | ITのカリスマが、今知りたいこととは?                               | 川上量生              | 株式会社ドワンゴ代表取締役会長                                                  |

| 2013年4月 - 2015年3月 | 2013年4月 - 2015年3月 | 2013年4月 - 2015年3月                                                   | 2013年4月 - 2015年3月 | 2013年4月 - 2015年3月                                                                               |
| 回数                  | 放送日                | テーマ                                                                  | ゲスト                | 放送当時のゲスト肩書き 公式サイトまたはオンエアでの紹介                                             |
| --------------------- | --------------------- | ----------------------------------------------------------------------- | --------------------- | --------------------------------------------------------------------------------------------------- |
| 366                   | 2013年4月1日          | ベネチア・ビエンナーレで金賞を受賞した陸前高田の『みんなの家』とは?     | 伊東豊雄              | 建築家                                                                                              |
| 367                   | 4月8日                | 100kmを超えるウルトラマラソンの醍醐味とは?                              | 岩本能史              | ランナー                                                                                            |
| 368                   | 4月15日               | 本の装丁とブックデザインはどう違うんですか?                             | 祖父江慎              | ブックデザイナー                                                                                    |
| 369                   | 4月22日               | 最新作『図書館戦争』の見所や、小説・コミックの実写化の醍醐味は何ですか? | 佐藤信介              | 映画監督                                                                                            |
| 370                   | 4月29日               | プラネタリウム・クリエイターが目指す星空とは?                           | 大平貴之              | プラネタリウム・クリエイター                                                                        |
| 371                   | 5月13日               | コミュニケーションスキルが高い人ってどんな人ですか?                     | 祐川京子              | エグゼクティブサーチ・コンサルタント                                                                |
| 372                   | 5月20日               | “京都おもてなし大使”とは、どんなお仕事ですか?                           | 島田昭彦              | 京都プロデューサー・京都おもてなし大使                                                              |
| 373                   | 5月27日               | 写真とは、真実を写すものだけではないとはどういうことですか?             | ホンマタカシ          | 写真家                                                                                              |
| 374                   | 6月3日                | 恋愛学とはどんなものですか?                                             | 森川友義              | 早稲田大学国際教養学部教授                                                                          |
| 375                   | 6月10日               | 生きるを楽しむには、どうすればいいですか?                               | 島田雅彦              | 小説家                                                                                              |
| 376                   | 6月17日               | ボブディランはいまや歌手より画家って本当ですか?                         | 青柳正規              | 国立西洋美術館館長                                                                                  |
| 377                   | 6月24日               | 何を大切に芸能生活をしてこられたんですか?                               | 大竹しのぶ            | 女優                                                                                                |
| 378                   | 7月1日                | “アートと神社”とはどんなプロジェクトですか?                             | 西高辻信宏            | 太宰府天満宮権宮司                                                                                  |
| 379                   | 7月15日               | 感情は嘘をつくとは、どういうことですか?                                 | 田口ランディ          | 作家                                                                                                |
| 380                   | 7月29日               | 横書き・ひらがな・ピリオドの書式のこだわりは何ですか?                   | 黒田夏子              | 作家                                                                                                |
| 381                   | 8月5日                | 台湾のどんなところに惚れたのですか?                                     | 青木由香              | コラムニスト、エッセイスト                                                                          |
| 382                   | 8月12日               | 瀬戸で言う、陶芸家と陶工の違いって何ですか?                             | 水野半次郎            | 瀬戸本業窯八代目・水野半次郎後継                                                                    |
| 383                   | 8月19日               | レアアースがモノ作り日本を復活させるとはどういうことですか?             | 加藤泰浩              | 東京大学大学院工学系研究科エネルギー・資源フロンティアセンター教授                                  |
| 384                   | 8月26日               | 余分な脂肪を落とすと、人間の本質が見えてくるとはどんなことですか?       | 吉川朋孝              | ボディメイクトレーナー                                                                              |
| 385                   | 9月9日                | 液体でも気体でも彫刻であるとはどういうことですか?                       | 名和晃平              | 彫刻家、京都造形芸術大学准教授                                                                      |
| 386                   | 9月16日               | 人生を変える統計学とはどんなものですか?                                 | 西内啓                | 統計家                                                                                              |
| 387                   | 9月23日               | これからの豊かな国、日本に必要なものとはどんなものですか?               | 田中秀征              | 元 経済企画庁長官・福山大学客員教授・『民権塾』主宰                                                 |
| 388                   | 9月30日               | “育てるアート”とは、どういうことですか?                                 | 吉岡徳仁              | デザイナー                                                                                          |
| 389                   | 10月7日               | 素粒子研究で、我々の生活はどう変わりますか?                             | 多田将                | 物理学者                                                                                            |
| 390                   | 10月14日              | 六本木の“まちづくり”に、アートとデザインはどう関係していますか?         | 井上ルミ子            | 六本木未来会議 編集部                                                                               |
| 391                   | 10月21日              | 映画化不可能と言われた、稲垣足穂の『彌勒』をなぜ撮ったんですか?         | 林海象                | 映画監督                                                                                            |
| 392                   | 10月28日              | 東京オリンピックが決まって、建築はどうなっていきますか?                 | 谷尻誠（3回目）       | 建築家                                                                                              |
| 393                   | 11月4日               | センスとスキルの上手な使い方とは、どんなものですか?                     | 石渡晃一              | クリエイティブディレクター                                                                          |
| 394                   | 12月2日               | 人生を変えた歌舞伎体験とはどんなものですか?                             | おくだ健太郎          | 歌舞伎ソムリエ                                                                                      |
| 395                   | 12月9日               | 『クリスタライズ』とは、どんな展覧会ですか?                             | 吉岡徳仁（2回目）     | デザイナー                                                                                          |
| 396                   | 12月16日              | 映画化された『永遠の0』は、どんな思いで書かれましたか?                  | 百田尚樹              | 作家・放送作家                                                                                      |
| 397                   | 12月23日              | 脚本の裏側には、どんな思いが秘められていますか?                         | 大石静                | 脚本家                                                                                              |
| 398                   | 12月30日              | 銀行内部を描いた小説『非情銀行』の反応はどんなものでしたか?             | 江上剛                | 作家                                                                                                |
| 399                   | 2014年1月13日         | 黒田官兵衛の時代には、どんな器が使われていたんですか?                   | 白洲信哉              | 日本文化プロデューサー、『目の眼』編集長                                                            |
| 400                   | 1月20日               | 嘘のない生活とは、どんなものですか?                                     | ソニア パーク         | スタイリスト                                                                                        |
| 401                   | 1月27日               | 最近よくUFOが目撃されているのはどこですか?                              | 並木伸一郎            | 超常現象研究家                                                                                      |
| 402                   | 2月3日                | 高梨沙羅選手の強さの秘密はなんですか?                                   | 山田いずみ            | 女子スキージャンプ日本代表コーチ                                                                    |
| 403                   | 2月10日               | 匂いを感じる水墨画とは、どんなものですか?                               | 柏原晋平              | 画家                                                                                                |
| 404                   | 2月17日               | なぜデジタル社会として成功したのですか?                                 | 山口功作              | 独立行政法人エンタープライズ・エストニア日本支局長                                                  |
| 405                   | 2月24日               | 今の時代だからできる、歌舞伎とはどんなものですか?                       | 七代目 市川染五郎     | 歌舞伎役者                                                                                          |
| 406                   | 3月10日               | 震災以降続けている活動は、今どうなっていますか?                         | Candle JUNE（3回目）  | キャンドルアーティスト                                                                              |
| 407                   | 3月17日               | 言葉を操るお仕事の、難しさや魅力はどんなものですか?                     | 八木亜希子            | フリーアナウンサー                                                                                  |
| 408                   | 3月24日               | 流れを読んで撮影するとは、どんな写真ですか?                             | 近藤篤                | カメラマン                                                                                          |
| 409                   | 3月31日               | 今読むべき本はなんですか?                                               | 間室道子              | ブックコンシェルジュ、代官山蔦屋書店人文フロア勤務                                                  |
| 410                   | 4月7日                | 新潟大地の芸術祭や、瀬戸内国際芸術祭はどのようにして誕生したんですか?   | 北川フラム            | アートディレクター                                                                                  |
| 411                   | 4月14日               | いつもどうやって妄想しているんですか?                                   | 辛酸なめ子            | 漫画家、コラムニスト                                                                                |
| 412                   | 4月21日               | その自由で優しい空気は、どこからきているんですか?                       | 竹中直人              | 俳優                                                                                                |
| 413                   | 4月28日               | どうして専業主婦から料理家になったんですか?                             | 栗原はるみ            | 料理家                                                                                              |
| 414                   | 5月12日               | ラジオのディレクターからどのようにプロデューサーになったんですか?       | 福岡元啓              | 毎日放送東京支社 テレビ制作部所属 テレビプロデューサー                                              |
| 415                   | 5月19日               | 制作前にマーケティングをしないのはなぜですか?                           | 都築響一              | 編集者                                                                                              |
| 416                   | 5月26日               | 自律神経には腸内環境が大事って本当ですか?                               | 小林弘幸              | 順天堂大学医学部教授                                                                                |
| 417                   | 6月2日                | デザインを通して伝えたいことはなんですか?                               | 佐野研二郎            | アートディレクター                                                                                  |
| 418                   | 6月9日                | “書くことが平和活動”とはどういうことですか?                             | 佐伯洋江              | 画家                                                                                                |
| 419                   | 6月16日               | どんなギター少年時代だったんですか?                                     | 押尾コータロー        | アコースティックギタリスト                                                                          |
| 420                   | 6月23日               | 官兵衛の時代の名刀にご対面しました                                      | 深海信彦              | 刀剣研究家                                                                                          |
| 421                   | 6月30日               | センスではなく言語化するとはどういうことですか?                         | 佐藤雅彦              | 東京藝術大学大学院映像研究科教授                                                                    |
| 422                   | 7月14日               | 未婚のプロってなんですか?                                               | ジェーン・スー        | 作詞家、ラジオパーソナリティー、コラムニスト                                                        |
| 423                   | 7月21日               | その止まらないバイタリティーは、どこから来ているんですか?               | 松田美由紀            | 女優                                                                                                |
| 424                   | 7月28日               | 有名人になりきる本人術とは、どんなものですか?                           | 南伸坊                | イラストレーター                                                                                    |
| 425                   | 8月4日                | 呼吸は吸うのと吐くの、どっちが大事ですか?                               | 加藤俊朗              | ヘルスケアトレーナー                                                                                |
| 426                   | 8月11日               | オリジナル脚本作品にこだわるのは何故ですか?                             | 西川美和              | 映画監督                                                                                            |
| 427                   | 8月18日               | 生活の中にアートを取り込むとはどういうことですか?                       | ヒロ杉山              | アーティスト                                                                                        |
| 428                   | 8月25日               | どのようにして小説にのめり込んだのですか?                               | 富岡幸一郎            | 文芸批評家、関東学院大学文学部教授、鎌倉文学館館長                                                  |
| 429                   | 9月1日                | 大河ドラマの後半戦のカギを握る、あの男が登場します!                     | 寺尾聰                | 俳優、ミュージシャン                                                                                |
| 430                   | 9月15日               | ユニークなテーマの発想は、どこからうまれてきますか?                     | 周防正行              | 映画監督                                                                                            |
| 431                   | 9月22日               | 五つ星ならぬ、流れ星ホテルとはどんなホテルですか?                       | せきねきょうこ        | ホテルジャーナリスト                                                                                |
| 432                   | 9月29日               | 一番好きな地衣類とは、どんな生き物ですか?                               | 長沼毅                | 辺境生物学者                                                                                        |
| 433                   | 10月6日               | 恩師、黒澤監督から何を学びましたか?                                     | 小泉堯史              | 映画監督                                                                                            |
| 434                   | 10月13日              | 昔の人は深夜に一度起きていたって本当ですか?                             | 内山真                | 日本大学医学部精神医学系 主任教授                                                                   |
| 435                   | 10月20日              | 渋谷は10年後、大人の街になるって本当ですか?                             | 西 樹                 | シブヤ経済新聞編集長                                                                                |
| 436                   | 10月27日              | 流通にない植物を、世界中で採取してるとは本当ですか?                     | 西畠清順              | プラントハンター                                                                                    |
| 437                   | 11月10日              | 谷川さんにとって言葉とはなんですか?                                     | 谷川俊太郎            | 詩人                                                                                                |
| 438                   | 11月17日              | ミラノサローネ凱旋の『LIGHT is TIME』はどんな作品ですか?                | 田根剛                | 建築家                                                                                              |
| 439                   | 11月24日              | ネクタイの結び目に、２時間とはどういうことですか?                       | 松尾健太郎            | 編集者                                                                                              |
| 440                   | 12月1日               | ソムリエはモノを作らない職人とはどういうことですか?                     | 中本聡文              | ソムリエ                                                                                            |
| 441                   | 12月8日               | 内側を大切に生きるとは、どういうことですか?                             | 内藤礼                | 現代美術作家                                                                                        |
| 442                   | 12月15日              | あったらいいなを、どうやって現実にしているんですか?                     | 北山孝雄              | 北山創造研究所代表                                                                                  |
| 443                   | 12月22日              | 読者のターゲットを絞らないとはどういうことですか?                       | 松原亨                | 『Casa BRUTUS』編集長                                                                               |
| 444                   | 12月29日              | 私は探さない、見つけるのだ!とは、どういう意味ですか?                    | 原田マハ              | 小説家                                                                                              |
| 445                   | 2015年1月12日         | 宇宙開発のその先に、何が見えていますか?                                 | 吉川真                | 宇宙航空研究開発機構准教授                                                                          |
| 446                   | 1月19日               | 13年かかる作品とは、どんなものですか?                                   | 柴田昌平              | 映画監督                                                                                            |
| 447                   | 1月26日               | 本能寺のふすま絵32枚を書き終えて、何が変わりましたか?                   | 柏原晋平              | 画家                                                                                                |
| 448                   | 2月2日                | 嗅覚のための迷路とは、どんなインスタレーションですか?                   | 上田麻希              | 匂いのアーティスト                                                                                  |
| 449                   | 2月9日                | 空間を奏でるとは、どういうことですか?                                   | 谷川じゅんじ          | スペースコンポーザー 、JTQ株式会社代表                                                              |
| 450                   | 2月16日               | ソルトコーディネーターとは、どんな資格ですか?                           | 田中園子              | ソルトコーディネーター                                                                              |
| 451                   | 2月23日               | 世界的イラストレーターから、なぜ画家に転向されたんですか?               | 横尾忠則              | 美術家                                                                                              |
| 452                   | 3月9日                | 800年前の平家大根とは、どんな味がするんですか?                          | 高橋一也              | warmerwarmer 代表                                                                                   |
| 453                   | 3月16日               | 人材派遣からITの世界に転身して成功したのはなぜですか?                   | 森岡康一              | 前フェイスブックジャパン副代表 現ＫＤＤＩ新規事業統括本部新規ビジネス推進本部ビジネス統括部担当部長 |
| 454                   | 3月23日               | 噂の『Noismメソッド』とはどんなものですか?                              | 井関佐和子            | 舞踊家、Noism副芸術監督                                                                             |
| 455                   | 3月30日               | どのように食で仏教を伝えていますか?                                     | 青江覚峰              | 浄土真宗東本願寺派緑泉寺住職                                                                        |

### 2015年4月 - 2025年3月
| 2015年4月 - 2017年3月 | 2015年4月 - 2017年3月 | 2015年4月 - 2017年3月                                             | 2015年4月 - 2017年3月 | 2015年4月 - 2017年3月                                            |
| 回数                  | 放送日                | テーマ                                                            | ゲスト                | 放送当時のゲスト肩書き 公式サイトまたはオンエアでの紹介          |
| --------------------- | --------------------- | ----------------------------------------------------------------- | --------------------- | ---------------------------------------------------------------- |
| 456                   | 2015年4月6日          | GROWING REED 10th Anniversary Vol.1                               | 茂木健一郎（3回目）   | 脳科学者                                                         |
| 457                   | 4月13日               | GROWING REED 10th Anniversary Vol.2                               | 茂木健一郎（3回目）   | 脳科学者                                                         |
| 458                   | 4月20日               | 東京オリンピックはどんな演出になりそうですか?                     | 齋藤精一              | クリエイティブテクニカルディレクター                             |
| 459                   | 4月27日               | 最新著書ではなぜギャンブルをテーマにしたんですか?                 | 沢木耕太郎            | 作家・ルポライター                                               |
| 460                   | 5月11日               | なぜ人は宗教が必要なんですか?                                     | 山折哲雄              | 宗教学者                                                         |
| 461                   | 5月18日               | 日本とイタリアの歴史的共通点はどこですか?                         | 谷川悠里              | 作家                                                             |
| 462                   | 5月25日               | 新しい言葉はどのタイミングで載せるんですか?                       | 倉島節尚              | 初代『大辞林』編集長、大正大学文学部名誉教授                     |
| 463                   | 6月1日                | 無類の読書好きが、本は勉強にならないというのはなぜですか?         | 成毛眞                | 書評家、文筆家                                                   |
| 464                   | 6月8日                | 2歳のときから作家になりたいと思っていたって本当ですか?            | はあちゅう            | ブロガー・作家                                                   |
| 465                   | 6月15日               | 文章でラジオDJをする！というのはどんな感覚ですか?                 | 高橋源一郎            | 作家                                                             |
| 466                   | 6月22日               | 世界に伝えたい日本人男性の魅力とはどんなところですか?             | 河合正人              | ファッションプロデューサー、フラワーコーディネーター             |
| 467                   | 6月29日               | 住まいやモノをどのように見極めていますか?                         | 桐島かれん            | モデル、女優                                                     |
| 468                   | 7月13日               | カブトムシのベストなアングルは、どこですか?                       | 鴨下潔                | テレビ番組演出家                                                 |
| 469                   | 7月20日               | なぜ、金融のトップから雑誌に転向されたんですか?                   | 高野真                | 『フォーブスジャパン』編集長兼CEO                                |
| 470                   | 7月27日               | 素粒子の“超ひも理論”とは、どんな理論ですか?                       | 橋本幸士              | 大阪大学大学院理学研究科教授                                     |
| 471                   | 8月3日                | なぜ、お酒の中でビールが一番奥深いのですか?                       | 藤原ヒロユキ          | イラストレーター、日本ビアジャーナリスト協会会長                 |
| 472                   | 8月10日               | エリートサラリーマンから、スープ専門店を開業された理由とは?       | 遠山正道              | 株式会社スマイルズ代表取締役社長                                 |
| 473                   | 8月17日               | 芸術と快適、どちらを大事にしていますか?                           | 石上純也              | 建築家、石上純也建築設計事務所代表                               |
| 474                   | 8月24日               | 役に形から入るとはどういうことですか?                             | 池田鉄洋              | 俳優、演出家、脚本家                                             |
| 475                   | 8月31日               | どのようにその膨大な知識を身につけたんですか?                     | 荒俣宏                | 作家                                                             |
| 476                   | 9月14日               | 写真の魅力は、“被写体”にあるとはどういう意味ですか?               | 川島小鳥              | 写真家                                                           |
| 477                   | 9月21日               | なぜ遺品の写真を多く撮ることになったんですか?                     | 石内都                | 写真家                                                           |
| 478                   | 9月28日               | “ストリートラグビー”とは、どんな競技ですか?                       | 大西一平              | 元神戸製鋼ラグビー部主将、現日本ラグビーフットボール協会広報委員 |
| 479                   | 10月5日               | 小説の映像化における成功のルールとは?                             | 有川浩（2回目）       | 作家                                                             |
| 480                   | 10月12日              | 江戸から学べるビジネスチャンスとは?                               | 田中優子              | 江戸文化研究者、エッセイスト、法政大学総長                       |
| 481                   | 10月19日              | 無限の空間を感じるインスタレーションとは?                         | 中村拓志（2回目）     | 建築家                                                           |
| 482                   | 10月26日              | 未来が懐かしく、過去が新しいとはどういう意味ですか?               | 小林快次              | 恐竜学者、北海道大学総合博物館准教授                             |
| 483                   | 11月9日               | 全部ラッキー、全部ボーナスとは、どういう事ですか?                 | ピエール瀧            | ―                                                                |
| 484                   | 11月16日              | 日本語は科学に向いているとは本当ですか?                           | 馬場錬成              | 科学ジャーナリスト                                               |
| 485                   | 11月23日              | 色気のある魚ってどんな魚ですか?                                   | 松本秀樹              | 『根津松本』店主                                                 |
| 486                   | 11月30日              | 日本から恋愛がなくなるって本当ですか?                             | 湯山玲子              | 著述家                                                           |
| 487                   | 12月7日               | なぜ1冊だけを売る本屋さんを始めたのですか?                        | 森岡督行              | 『森岡書店』店主                                                 |
| 488                   | 12月14日              | ジュエリーはどんなポイントで選べば良いですか?                     | 小寺智子              | ジュエリーデザイナー                                             |
| 489                   | 12月21日              | なぜ子供ながらに古文書が読めるようになったのですか?               | 磯田道史              | 歴史学者                                                         |
| 480                   | 12月28日              | 人生は日々実験とはどういう意味ですか？                            | 楠本修二郎            | カフェカンパニー株式会社 代表取締役社長                          |
| 481                   | 2016年1月11日         | クリエーションの未来はどこにありますか?                           | 猪子寿之              | 「チームラボ」代表                                               |
| 482                   | 1月18日               | テクニカルディレクターとはどんなお仕事ですか?                     | 遠藤豊                | テクニカルディレクター                                           |
| 483                   | 1月25日               | 日本語のルーツはどこですか?                                       | 金田一秀穂            | 言語学者                                                         |
| 484                   | 2月1日                | ファッションの優先順位は5位以内とはどういうことですか?            | 大草直子              | スタイリスト                                                     |
| 485                   | 2月8日                | なぜ、福井は教育も幸福度も日本一なんですか?                       | 藤吉雅春              | ジャーナリスト                                                   |
| 486                   | 2月15日               | 深海生物の暗黒ルールとはどんなものですか?                         | 高井研                | 地球微生物学者                                                   |
| 487                   | 2月22日               | カメラが無い時の距離感が大切とは何故ですか?                       | 藤代冥砂              | 写真家                                                           |
| 488                   | 2月29日               | 何故、映像制作会社が漆の器を作っているのですか?                   | 於保浩介              | クリエイティブディレクター                                       |
| 489                   | 3月14日               | 原作が映画化されるのはどういう感覚ですか?                         | 夢枕獏                | 作家                                                             |
| 490                   | 3月21日               | 売れなかった歌の方が可愛いとはどういう事ですか?                   | 喜多條忠              | 作詞家、一般社団法人日本作詩家協会会長                           |
| 491                   | 3月28日               | 街をホテルに見立てるとは、どういう事ですか?                       | 宮崎晃吉              | 建築家                                                           |
| 492                   | 4月4日                | 文人趣味とはどういう思想ですか?                                   | 中谷美風              | 煎茶美風流 四世家元                                              |
| 493                   | 4月11日               | 何故アホウドリを人工飼育することになったんですか?                 | 出口智広              | 山階鳥類研究所保全研究室 研究員                                  |
| 494                   | 4月18日               | 運と幸せはうつるって、どういう事ですか?                           | 引田ターセン          | 『gallery feve』オーナー                                         |
| 495                   | 4月25日               | ジャンプ台の向こうに何が見えていますか?                           | 高梨沙羅              | 女子スキージャンプ選手                                           |
| 496                   | 5月9日                | 今は、人類の進化が加速している時代とはどういう事ですか?           | 夏野剛                | 慶應大学 政策・メディア研究科特別招聘教授                        |
| 497                   | 5月16日               | なぜ今、2050年の夜景に注目しているんですか?                       | 面出薫                | 照明デザイナー                                                   |
| 498                   | 5月23日               | なぜ、写真に刺繍をするようになったのですか?                       | 清川あさみ            | アーティスト                                                     |
| 499                   | 5月30日               | かっこいいは我慢とは、どういう意味ですか?                         | 大野雄二              | 作曲家、ジャズピアニスト                                         |
| 500                   | 6月6日                | いま、多摩川にピラニアも棲んでいるとは本当ですか?                 | 山崎充哲              | 自然環境コンサルタント、『おさかなポストの会』主宰               |
| 501                   | 6月13日               | 正しい挨拶、正しいおもてなし、とはどんなものですか?               | 里岡美津奈            | パーソナルクオリティーコンサルタント                             |
| 502                   | 6月20日               | 何故、自ら裸になって裸族を撮影したのですか?                       | ヨシダナギ            | フォトグラファー                                                 |
| 503                   | 6月27日               | 土木を知ると街の風景が違って見えるとは、どういう事ですか?         | 西村浩                | 建築家、デザイナー、クリエイティブディレクター                   |
| 504                   | 7月11日               | 幸せなデザインとはどんなものですか?                               | 木田隆子              | 雑誌『ELLE DECOR(エル・デコ)』ブランドディレクター               |
| 505                   | 7月18日               | 旅をすると幸せが見つかるとは本当ですか?                           | 青木由香（2回目）     | コラムニスト、エッセイスト                                       |
| 506                   | 7月25日               | ハンドソープボールとはどんなスポーツですか?                       | 澤田智洋              | 世界ゆるスポーツ協会代表                                         |
| 507                   | 8月1日                | 料理人も役者と同じとはどういうことですか?                         | 秋山能久              | 銀座『六雁』総料理長                                             |
| 508                   | 8月8日                | 香りが人生を変えるとは、どういうことですか?                       | 蜂谷宗苾              | 香道志野流21世家元継承者                                         |
| 509                   | 8月15日               | 未完成を作りたいとはどういうコンセプトですか?                     | 吉田愛                | 建築家、SUPPOSE DESIGN OFFICE Co.,Ltd. 代表取締役                |
| 510                   | 8月22日               | なぜたった一人で冒険を続けるんですか?                             | 角幡唯介              | 探検家・ノンフィクション作家                                     |
| 511                   | 8月29日               | よりぬき長谷川町子展とは、どんな展覧会ですか?                     | 橋本野乃子            | 長谷川町子美術館 学芸員                                          |
| 512                   | 9月12日               | 時代を編集するとはどういう意味ですか?                             | 生駒芳子              | ファッションジャーナリスト                                       |
| 513                   | 9月19日               | なぜ作家にしてバーに立つのですか?                                 | 島地勝彦              | 作家・エッセイスト                                               |
| 514                   | 9月26日               | なぜ今スリランカの建築家、 ジェフリー・バワに注目したのですか?    | 山口由美              | 旅行作家                                                         |
| 515                   | 10月3日               | 浮世絵で伝えたいことは何ですか?                                   | 石川真澄              | 浮世絵師                                                         |
| 516                   | 10月10日              | 2020年、東京の宿泊はどう変わりますか?                             | 太田進                | 株式会社オータパブリケイションズ 代表取締役社長                  |
| 517                   | 10月17日              | なぜ建築の世界から絵本作家に転向されたのですか?                   | 青山邦彦              | 絵本作家                                                         |
| 518                   | 10月24日              | 撮るべきモノは時代が作るとはどういうことですか?                   | 篠山紀信              | 写真家                                                           |
| 519                   | 10月31日              | 次にデザインしたいものは何ですか?                                 | 長坂常                | 建築家                                                           |
| 520                   | 11月14日              | 今、伝統工芸の現場が若返っているとは本当ですか?                   | 細尾真孝              | 西陣織『細尾』十二代目                                           |
| 521                   | 11月21日              | 何故メガバンクを辞めてファッションベンチャーを起業したのですか?   | 小関翼                | スタイラー株式会社代表                                           |
| 522                   | 12月5日               | 何故、Webメディア『くらしのきほん』を立ち上げたのですか?          | 松浦弥太郎            | 文筆家、元『暮しの手帖』編集長                                   |
| 523                   | 12月12日              | デザイン・マネジメントとはどんなお仕事ですか?                     | 田子學                | MTDO inc.代表取締役 アートディレクター、デザイナー               |
| 524                   | 12月19日              | VFXの前はミニチュアを作っていたとは本当ですか?                    | 山崎貴                | 映画監督                                                         |
| 525                   | 12月26日              | なぜ東京藝大のノンフィクション作品を書いたんですか?               | 二宮敦人              | 小説家                                                           |
| 526                   | 2017年1月2日          | 技術を身につけ、技術に捕まらないとはどういう意味ですか?           | 赤木明登              | 輪島塗職人                                                       |
| 527                   | 1月16日               | バイクはロックとはどういう意味ですか?                             | 宮城光                | オートバイレーサー                                               |
| 528                   | 1月23日               | ガガも愛するヒールレスシューズが卒業制作だったって本当ですか?     | 舘鼻則孝              | アーティスト                                                     |
| 529                   | 1月30日               | 伝統と向かい合う最先端技術とはどんなものですか?                   | 村松亮太郎            | NAKED代表・クリエイター                                          |
| 530                   | 2月6日                | 構想10年の最新作『サバイバルファミリー』はどんな作品ですか?       | 矢口史靖              | 映画監督                                                         |
| 531                   | 2月13日               | なぜ、フランスから自転車で日本に帰ろうと思ったんですか?           | 林周作                | 郷土菓子研究者                                                   |
| 532                   | 2月20日               | 世界中のコンピューターを繋ごうと思ったきっかけは何だったんですか? | 村井純                | 慶應義塾大学 環境情報学部長・教授                                |
| 533                   | 2月27日               | 役は作るモノじゃないとはどういう意味ですか?                       | 國村隼                | 俳優                                                             |
| 534                   | 3月13日               | 何故、サラリーマンを辞めてカレーで起業したんですか?               | 水野仁輔              | カレー研究家、株式会社エアスパイス代表取締役                     |
| 535                   | 3月20日               | 人が馬から学ぶべきことは何ですか?                                 | 本村凌二              | 歴史家                                                           |
| 536                   | 3月27日               | 小学生から運動理論を考えはじめたとは本当ですか?                   | 武井壮                | 元陸上競技選手、タレント                                         |

| 2017年4月 - 2019年3月 | 2017年4月 - 2019年3月 | 2017年4月 - 2019年3月                                                | 2017年4月 - 2019年3月                                                | 2017年4月 - 2019年3月                                                    |
| 回数                  | 放送日                | テーマ                                                               | ゲスト                                                               | 放送当時のゲスト肩書き 公式サイトまたはオンエアでの紹介                  |
| --------------------- | --------------------- | -------------------------------------------------------------------- | -------------------------------------------------------------------- | ------------------------------------------------------------------------ |
| 537                   | 2017年4月3日          | CMディレクターから映画監督になったきっかけとは?                      | 犬童一心                                                             | 映画監督                                                                 |
| 538                   | 4月10日               | ケニアの薔薇が世界一とはどういうことですか?                          | 萩生田愛                                                             | 株式会社 Asante/アフリカの花屋 代表取締役                                |
| 539                   | 4月17日               | 全国でオススメの美術館はどこですか?                                  | 中村剛士                                                             | 美術ブロガー                                                             |
| 540                   | 4月24日               | お店は生き物とはどういう意味ですか?                                  | 笠原将弘                                                             | 『賛否両論』オーナー兼料理人                                             |
| 541                   | 5月1日                | なぜいま、尾道・福山エリアが活性化されているんですか?                | 白井良邦                                                             | せとうちクリエイティブ＆トラベル 代表取締役社長                          |
| 542                   | 5月15日               | 何故、浅草のトップダンサーがハリウッドへ渡ったんですか?              | カオリ・ナラ・ターナー                                               | メイクアップアーティスト                                                 |
| 543                   | 5月22日               | 初の大英自然史博物館展では何を見て欲しいですか?                      | 篠田謙一                                                             | 国立科学博物館副館長 兼 人類研究部長                                     |
| 544                   | 5月29日               | 何故、不動産から水産業に転身したんですか?                            | 山本徹                                                               | 株式会社フーディソン 代表取締役CEO                                       |
| 545                   | 6月5日                | 刀剣女子もブームの今、刀鍛冶の現状はどうなっていますか?              | 松田次泰                                                             | 刀鍛冶                                                                   |
| 546                   | 6月12日               | なぜ工場の機械音でテクノを作ろうと思ったのですか?                    | 下浜臨太郎                                                           | グラフィックデザイナー                                                   |
| 547                   | 6月19日               | 孤独な練習でどうモチベーションを保ってきたのですか?                  | 松田丈志                                                             | 元 競泳日本代表                                                          |
| 548                   | 6月26日               | 美しく山を登るとはどういうことですか?                                | 横山勝丘                                                             | 登山家                                                                   |
| 549                   | 7月10日               | なぜ、人工知能と働き方についての本を書いたんですか?                  | 藤野貴教                                                             | 株式会社働きごこち研究所 代表取締役                                      |
| 550                   | 7月17日               | チョコレートで世界を幸せにできますか?                                | 山下貴嗣                                                             | 株式会社βace 代表取締役CEO、『Minimal -Bean to Bar Chocolate-』代表      |
| 551                   | 7月24日               | これから贈り物はどう変わりますか?                                    | 裏地桂子                                                             | ギフトコンシュルジュ、クリエイティブコーディネーター                     |
| 552                   | 7月31日               | 岡田准一が写真家の哲学に迫る!                                        | 竹沢うるま                                                           | 写真家                                                                   |
| 553                   | 8月7日                | 岡田准一が最新の夜空に迫る!                                          | 渡部潤一                                                             | 国立天文台副台長・教授                                                   |
| 554                   | 8月14日               | 岡田准一が熱海の魅力に迫る!                                          | 山田久貴                                                             | 熱海市役所観光建設部観光経済課                                           |
| 555                   | 8月21日               | 岡田准一がトップ・バレリーナに迫る!                                  | 加治屋百合子                                                         | バレリーナ                                                               |
| 556                   | 8月28日               | 岡田の石田三成は監督の三成像に迫っていましたか?                      | 原田眞人                                                             | 映画監督                                                                 |
| 557                   | 9月11日               | 『鳥類学者だからって、鳥が好きだと思うなよ。』とはどんな本ですか?    | 川上和人                                                             | 鳥類学者                                                                 |
| 558                   | 9月18日               | 渋谷を森にするってどういうことですか?                                | 石原和幸                                                             | 庭園デザイナー                                                           |
| 559                   | 9月25日               | 脳の画像で人生がわかるとは何故ですか?                                | 加藤俊徳                                                             | 医師／医学博士／脳科学者                                                 |
| 560                   | 10月2日               | ライフストライプとはどんな作品ですか?                                | 小林弘和                                                             | クリエイティブユニットSPREAD                                             |
| 560                   | 10月2日               | ライフストライプとはどんな作品ですか?                                | 山田春奈                                                             | クリエイティブユニットSPREAD                                             |
| 561                   | 10月9日               | ゲストハウスを巡る旅の魅力はなんですか?                              | 松鳥むう                                                             | 島旅イラストエッセイスト                                                 |
| 562                   | 10月16日              | 全ての人が報われる社会とはどんな社会ですか?                          | 前田裕二                                                             | SHOWROOM株式会社代表取締役社長                                           |
| 563                   | 10月23日              | サイケアートの巨匠に迫る!                                            | 田名網敬一                                                           | 現代美術家                                                               |
| 564                   | 10月30日              | 未来に残したいのはどんな灯台ですか?                                  | 不動まゆう                                                           | フリーペーパー『灯台どうだい？』編集長                                   |
| 565                   | 11月13日              | 一杯のお茶で表現したいことは何ですか?                                | 伊藤孝志                                                             | ティーマイスター                                                         |
| 566                   | 11月20日              | 雑誌で日本美術を守りたいとは、どういう気持ちですか?                  | 高木史郎                                                             | 『和樂』編集長                                                           |
| 567                   | 11月27日              | 若い人のまっとうな敵になりたいとはどういう意味ですか?                | 寄藤文平                                                             | グラフィックデザイナー                                                   |
| 568                   | 12月4日               | 袖を通して感じて欲しいことは何ですか?                                | 森永邦彦                                                             | ファッションデザイナー                                                   |
| 569                   | 12月11日              | 波動を感じて撮影するとはどういうことですか?                          | 奥山由之                                                             | 写真家・映像作家                                                         |
| 570                   | 12月18日              | 心にたくさんの木を育てるとはどういう意味ですか?                      | 若宮正子                                                             | プログラマー                                                             |
| 571                   | 2018年1月15日         | 熱くステップを踏むための原動力は何ですか?                            | 熊谷和徳                                                             | タップダンサー                                                           |
| 572                   | 1月22日               | 岡田准一が辞典作りの裏側に迫る!                                      | 平木靖成                                                             | 岩波書店 辞典編集部                                                      |
| 573                   | 1月29日               | 2020年に向けて何が壁ですか?                                          | 緒方良行                                                             | スポーツクライミング日本代表                                             |
| 574                   | 2月5日                | 食で日本と世界を繋ぐとはどんなヴィジョンですか?                      | 須賀洋介                                                             | 『SUGALABO』オーナーシェフ                                               |
| 575                   | 2月12日               | 暮らしのあるべき姿とは、どんなものですか?                            | 平野彰秀                                                             | NPO法人地域再生機構 副理事長                                             |
| 576                   | 2月19日               | 人肌で最先端を伝えるとは、どういうことですか?                        | 川田十夢 高木伸二                                                    | AR三兄弟 長男・次男                                                      |
| 577                   | 2月26日               | 日本人が一度は見るべき城とはどこですか?                              | 萩原さちこ                                                           | 城郭ライター                                                             |
| 578                   | 3月12日               | 未来に残したいのは、どんな建築ですか?                                | 妹島和世                                                             | 建築家                                                                   |
| 579                   | 3月19日               | 東京にはどんな伝統産業がありますか?                                  | 矢島里佳                                                             | 株式会社和える(aeru) 代表                                                |
| 580                   | 3月26日               | 靴磨きで人生はどう変わりますか?                                      | 長谷川裕也                                                           | 靴磨き職人                                                               |
| 581                   | 4月2日                | 新しい本の流通「ことりつぎ」とはどんなサービスですか?                | 柳下恭平                                                             | 『鴎来堂』代表、『かもめブックス』店主                                   |
| 582                   | 4月9日                | 使うことで完成する作品とはどんなものですか?                          | 佃真吾                                                               | 工芸家                                                                   |
| 583                   | 4月16日               | 航空写真の神業に迫る!                                                | ルーク・オザワ                                                       | 航空写真家                                                               |
| 584                   | 4月23日               | 建築で生み出す新しい価値観とはどんなものですか?                      | 伊東豊雄（2回目）                                                    | 建築家                                                                   |
| 585                   | 4月30日               | 教育、食育ならぬ、服育とはどんなものですか?                          | 大草直子（2回目）                                                    | スタイリスト                                                             |
| 586                   | 5月14日               | 世界遺産にしたい甲冑とはどんなものですか?                            | 加藤鞆美                                                             | 甲冑師                                                                   |
| 587                   | 5月21日               | 山伏として残したい日本とはどんなものですか?                          | 坂本大三郎                                                           | イラストレーター、山伏                                                   |
| 588                   | 5月28日               | 新しいキログラムに迫る!                                              | 臼田孝                                                               | 計量標準総合センター長                                                   |
| 589                   | 6月4日                | なぜ、工場直販のアパレルブランドを立ち上げたんですか?                | 山田敏夫                                                             | ファクトリエ代表、ライフスタイルアクセント株式会社代表取締役             |
| 590                   | 6月11日               | リリー・フランキーという生き方に迫る!                                | リリー・フランキー                                                   | ー                                                                       |
| 591                   | 6月18日               | 35年以上、特殊メイクで何を表現してきましたか?                        | 江川悦子                                                             | 特殊メイクアーティスト                                                   |
| -                     | 6月24日               | 休止（『2018 FIFAワールドカップ実況中継 日本対セネガル』放送のため） | 休止（『2018 FIFAワールドカップ実況中継 日本対セネガル』放送のため） | 休止（『2018 FIFAワールドカップ実況中継 日本対セネガル』放送のため）     |
| 592                   | 7月9日                | 花火大会の表と裏に迫る!                                              | 石井孝子                                                             | 花火鑑賞士                                                               |
| 593                   | 7月16日               | 最先端の育児に迫る!                                                  | 経沢香保子                                                           | 株式会社キッズライン 代表取締役                                          |
| 594                   | 7月23日               | 『これも学習マンガだ！』とは、どんなプロジェクトですか?              | 山内康裕                                                             | 『マンガナイト』代表                                                     |
| 595                   | 7月30日               | e Sportsの未来に迫る!                                                | 梅崎伸幸                                                             | プロeスポーツチーム「DetonatioN Gaming」CEO、株式会社Sun-Gence代表取締役 |
| 596                   | 8月6日                | 縄文時代の真実に迫る!                                                | 井出浩正                                                             | 東京国立博物館主任研究員                                                 |
| 597                   | 8月13日               | 感覚を土に寄せるとは、どんな作業ですか?                              | 久住有生                                                             | 左官職人                                                                 |
| 598                   | 8月20日               | 越後妻有の大地が教えてくれることは何ですか?                          | 磯辺行久                                                             | 現代美術家                                                               |
| 599                   | 8月27日               | もう一度頑張れる社会とはどんなものですか?                            | 鈴木琢也                                                             | グロービス経営大学院職員                                                 |
| 600                   | 9月10日               | 地球の力を使って叩くとはどういうことですか?                          | 住吉佑太                                                             | 太鼓芸能集団「鼓童」メンバー                                             |
| 601                   | 9月17日               | 未来のお金の価値はどう変わりますか?                                  | 小川晃平                                                             | 株式会社VALU代表                                                         |
| 602                   | 9月24日               | 工学は愛である、とはどういう意味ですか?                              | 望月修                                                               | 東洋大学理工学部教授                                                     |
| 603                   | 10月1日               | 感覚を土に寄せるとは、どんな作業ですか?                              | 杉本博司                                                             | 現代美術作家                                                             |
| 604                   | 10月8日               | 材木から種、お菓子、そして未来に何を見据えてますか?                  | 山本昌仁                                                             | たねやグループCEO                                                        |
| 605                   | 10月15日              | 土地や歴史と呼吸を整えて建てるとはどんな家ですか?                    | 家所亮二                                                             | 建築家                                                                   |
| 606                   | 10月22日              | 何故、1964年の横浜を舞台に小説を書いたんですか?                      | ロバート・ハリス                                                     | 作家                                                                     |
| 607                   | 10月29日              | 何故、不気味だけど美しい、そんな生き物ばかり撮影しているんですか?    | 佐藤岳彦                                                             | 写真家                                                                   |
| 608                   | 11月12日              | 8年前、エストニアの森で出会って以来、世界はどう変わりましたか?       | 田根剛（2回目）                                                      | 建築家                                                                   |
| 609                   | 11月19日              | 芥川賞、直木賞ならぬ新井賞とはどんな賞ですか?                        | 新井見枝香                                                           | 三省堂書店 書店員                                                        |
| 610                   | 11月26日              | 美しすぎると俗悪とはどんな時代ですか?                                | 木村泰司                                                             | 西洋美術史家                                                             |
| 611                   | 12月3日               | 辺境の地でどんな想いでシャッターを切っていますか?                    | 野町和嘉                                                             | 写真家                                                                   |
| 612                   | 12月10日              | 今、ティラノサウルスは羽毛なしがトレンドって本当ですか?              | 土屋健                                                               | サイエンスライター                                                       |
| 613                   | 12月17日              | コミケにはお客さんがいないとはどういう意味ですか?                    | 市川孝一                                                             | コミックマーケット準備会共同代表                                         |
| 614                   | 12月24日              | カタヤブル学校とはどんな学校ですか?                                  | 川島蓉子                                                             | ジャーナリスト                                                           |
| 615                   | 12月31日              | 2038年の世界では、どんな仕事が光を浴びますか?                        | 坂口孝則                                                             | サプライチェーンコンサルタント                                           |
| 616                   | 2019年1月14日         | 世界が注目する29歳に迫る!                                            | 寒川祐人                                                             | 現代美術作家                                                             |
| 617                   | 1月21日               | 額縁の哲学に迫る!                                                    | 泉澤茂男                                                             | 株式会社トップアート鎌倉取締役、フレーマー                               |
| 618                   | 1月28日               | 音のない音楽のような照明とはどんな明かりですか?                      | 吉井澄雄                                                             | 照明家                                                                   |
| 619                   | 2月4日                | 発酵文化人類学とはどんな学問ですか?                                  | 小倉ヒラク                                                           | 発酵デザイナー                                                           |
| 620                   | 2月11日               | アップデードされた北斎に迫る!                                        | 根岸美佳                                                             | 浮世絵研究家                                                             |
| 621                   | 2月18日               | 見えないモノを含めて都市をデザインするとはどういう意味ですか？       | 水口哲也                                                             | クリエイター、エンハンス代表                                             |
| 622                   | 2月25日               | ゼロは最強とはどういう意味ですか?                                    | TAKAHIRO（上野隆博）                                                 | プロダンサー                                                             |
| 623                   | 3月11日               | 僕もバルーンアートに挑戦してもいいですか?                            | 神宮エミ                                                             | バルーンアーティスト                                                     |
| 624                   | 3月18日               | 働き方に関わるアルムナイとはどんな言葉ですか?                        | 鈴木仁志                                                             | 株式会社ハッカズーク 代表取締役CEO                                       |
| 625                   | 3月25日               | アレルギー治療の最先端に迫る!                                        | 廣井隆親                                                             | 東京都医学総合研究所 花粉プロジェクトリーダー                            |

| 2019年4月 - 2021年3月 | 2019年4月 - 2021年3月 | 2019年4月 - 2021年3月                                                               | 2019年4月 - 2021年3月 | 2019年4月 - 2021年3月                                            |
| 回数                  | 放送日                | テーマ                                                                              | ゲスト                | 放送当時のゲスト肩書き 公式サイトまたはオンエアでの紹介          |
| --------------------- | --------------------- | ----------------------------------------------------------------------------------- | --------------------- | ---------------------------------------------------------------- |
| 626                   | 2019年4月1日          | デジタルで建築の未来をどう変えようとしているんですか?                               | 豊田啓介              | 建築家                                                           |
| 627                   | 4月8日                | 時間と調和がコンセプトとは、どんな服ですか?                                         | スズキタカユキ        | デザイナー                                                       |
| 628                   | 4月15日               | 山に対してフェアでありたいとは、どういう意味ですか?                                 | 服部文祥              | 登山家、作家                                                     |
| 629                   | 4月22日               | 大河ドラマ『いだてん』のタイトルバックは、どんな狙いで描いたんですか?               | 山口晃                | 画家                                                             |
| 630                   | 4月29日               | ドラえもんの台所を作りたいとはどんな夢ですか?                                       | 高橋一也（2回目）     | warmerwarmer 代表                                                |
| 631                   | 5月13日               | ミラノサローネの成功のポイントはどこにありますか？                                  | 鈴木良                | デザイン事務所AtMa（アトマ）                                     |
| 631                   | 5月13日               | ミラノサローネの成功のポイントはどこにありますか？                                  | 小山あゆみ            | デザイン事務所AtMa（アトマ）                                     |
| 632                   | 5月20日               | 写真家の視線のその先に迫る!                                                         | 立木義浩（2回目）     | 写真家                                                           |
| 633                   | 5月27日               | いま、外国人観光客が抱えている悩みとはなんですか?                                   | 工藤慎一              | Ecbo株式会社 代表                                                |
| 634                   | 6月3日                | なぜ、建築物を実際に測る専門家、実測家になったんですか?                             | 田中裕也              | 建築学博士、実測家                                               |
| 635                   | 6月10日               | なぜ、人工で流れ星を流そうと思ったんですか?                                         | 岡島礼奈              | 株式会社ALE 代表取締役社長 / CEO                                 |
| 636                   | 6月17日               | 岡田准一が、最先端の再生医療に迫る!                                                 | 日比野佐和子          | 医学博士                                                         |
| 637                   | 6月24日               | 芸は一代限りとはどういう意味ですか？                                                | 梅津貴昶              | 日本舞踊・梅津流初代家元                                         |
| 638                   | 7月1日                | 50年書き続けて感じる文字の魅力とは?                                                 | 橘右之吉              | 寄席文字・江戸文字書家                                           |
| 639                   | 7月15日               | ４千年前なぜマンモスは絶滅したんですか?                                             | 三谷匡                | 近畿大学生物理工学部 教授                                        |
| 640                   | 7月22日               | 岡田准一がみうらじゅんの偏愛に迫る。                                                | みうらじゅん          | イラストレーター、作家、ミュージシャンなど                       |
| 641                   | 7月29日               | なぜ、あいちトリエンナーレの芸術監督をすることになったんですか?                     | 津田大介（2回目）     | ジャーナリスト                                                   |
| 642                   | 8月5日                | 月の石で硯を作ったとは本当ですか?                                                   | 青柳貴史              | 製硯師                                                           |
| 643                   | 8月12日               | なぜ、月や火星に家を建てたいと思ったんですか?                                       | 村上祐資              | 極地建築家                                                       |
| 644                   | 8月19日               | 刺繍の可能性はどこにありますか?                                                     | 神尾茉利              | 美術家                                                           |
| 645                   | 8月26日               | 世の中にちょっといいことを残したいとはどんな想いですか?                             | 河瀬大作              | NHKエンタープライズ エグゼクティブ・プロデューサー               |
| 646                   | 9月9日                | 何故、競泳ではなくラグビーなんですか?                                               | 伊藤華英              | 元 競泳日本代表、ラグビーワールドカップ2019 ドリームサポーター   |
| 647                   | 9月16日               | 建築家と構造家のお仕事、どこがどう違うんですか?                                     | 大野博史              | 構造家                                                           |
| 648                   | 9月23日               | 岡田准一が植物の未知なる世界に迫る。                                                | 菅原久夫              | 植物研究者                                                       |
| 649                   | 9月30日               | 素直がいちばん伸びるとはどういう意味ですか?                                         | 辻本知彦              | ダンサー・振付家                                                 |
| 650                   | 10月7日               | 海外にない、日本の坂文化とはどんなものですか?                                       | 渡邊一夫              | 坂学会理事                                                       |
| 651                   | 10月14日              | 浮かんだアイデアをどのようにして実現させているんですか?                             | 吉田ユニ              | アートディレクター                                               |
| 652                   | 10月21日              | モノが溢れかえる時代に何を大切にモノ作りをしていますか?                             | 鬼木孝一郎            | ODS（鬼木デザインスタジオ）代表                                  |
| 653                   | 10月28日              | 残すことが難しい時代とはどういう意味ですか?                                         | 柿木原政広（2回目）   | グラフィックデザイナー                                           |
| 654                   | 11月11日              | 岡田准一が未知なるインドシナ料理に迫る。                                            | 園 健                 | 料理ユニット「アンドシノワーズ」                                 |
| 654                   | 11月11日              | 岡田准一が未知なるインドシナ料理に迫る。                                            | 田中あずさ            | 料理ユニット「アンドシノワーズ」                                 |
| 655                   | 11月18日              | 映画制作やAmazonを経て、何故、タオルに行き着いたんですか?                           | 牟田口武志            | IKEUCHI ORGANIC広報、マーケティングディレクター                  |
| 656                   | 11月25日              | 83年にオタクという言葉を生み出したとは本当ですか?                                   | 中森明夫              | 作家、アイドル評論家                                             |
| 657                   | 12月2日               | 空気に寄り添うとはどんなスタイルですか?                                             | 名越啓介              | 写真家                                                           |
| 658                   | 12月9日               | 美術館の存在意義とはどんなところにありますか?                                       | 川瀬祐介              | 国立西洋美術館 主任研究員                                        |
| 659                   | 12月16日              | 世界の海の環境問題、今どうなっていますか?                                           | さかなクン（2回目）   | 東京海洋大学名誉博士                                             |
| 660                   | 12月23日              | 喜寿まで走るとは本当ですか?                                                         | 篠塚建次郎            | ラリードライバー                                                 |
| 661                   | 12月30日              | 湿り気があるとは器のどんな状態ですか?                                               | 古賀崇洋              | 陶芸家                                                           |
| 662                   | 2020年1月13日         | 仏師として作品で何を伝えたいですか?                                                 | 加藤巍山              | 仏師・彫刻家                                                     |
| 663                   | 1月20日               | 理想的な未来のロボット、どんな距離感だと思いますか?                                 | 青木俊介              | ロボットエンジニア、ユカイ工学代表                               |
| 664                   | 1月27日               | 深い笑いとはどんなものですか?                                                       | 森村泰昌              | 美術家                                                           |
| 665                   | 2月3日                | 『ご苦労様』その使い方のニュアンス、どう伝えますか?                                 | 飯間浩明              | 国語辞典編纂者                                                   |
| 666                   | 2月10日               | 2027年、渋谷はどんな景色に変わりますか?                                             | 高野公三子            | アクロス編集長                                                   |
| 667                   | 2月17日               | 宝石と話せるとは本当ですか?                                                         | 下川宏道              | ジュエリーデザイナー                                             |
| 668                   | 2月24日               | 著書『やばい日本史』では、どんなやばい日本が書かれていますか?                       | 本郷和人              | 歴史学者                                                         |
| 669                   | 3月9日                | 地球上の土は12種類、とはどういう意味ですか?                                         | 藤井一至              | 土壌学者                                                         |
| 670                   | 3月16日               | 今年、ベートーベン生誕250周年、知っておくべきことはどんなことですか?                | 松田亜有子            | クラシック音楽プロデューサー                                     |
| 671                   | 3月23日               | AIならぬALifeとはどんな研究ですか?                                                  | 池上高志              | 東京大学大学院総合文化研究科 教授                                |
| 672                   | 3月30日               | 野菜や果物の品種改良の最前線はどうなっていますか?                                   | 竹下大学              | 育種家                                                           |
| 673                   | 4月6日                | GROWING REED 15周年スペシャル① この15年、脳は変わりましたか?                        | 茂木健一郎（4回目）   | 脳科学者                                                         |
| 674                   | 4月13日               | GROWING REED 15周年スペシャル② NHK退社後、変わったこと変わらないことはなんですか?   | 有働由美子            | フリーアナウンサー                                               |
| 675                   | 4月20日               | ビジネスで使える落語とはどんなものですか?                                           | 立川談慶              | 落語家                                                           |
| 676                   | 4月27日               | 観天望気とはどんな空の見方ですか?                                                   | 荒木健太郎            | 雲の研究者                                                       |
| 677                   | 5月11日               | 企業のコンサルで哲学を納品するとはどういう事ですか?                                 | 吉田幸司              | 博士（哲学）                                                     |
| 678                   | 5月18日               | リモートの利点・欠点はどんなところですか?                                           | 茂木健一郎（5回目）   | 脳科学者                                                         |
| 678                   | 5月18日               | リモートの利点・欠点はどんなところですか?                                           | 池上高志（2回目）     | 東京大学大学院総合文化研究科 教授                                |
| 679                   | 5月25日               | 今、この世界に必要な芸術とはどんな物ですか?                                         | 小曽根真              | ジャズピアニスト                                                 |
| 680                   | 6月1日                | 場所の記憶を大切にする建築とはどういうことですか?                                   | 田根剛(3回目）        | 建築家                                                           |
| 681                   | 6月8日                | 撮影は10秒とはどういうことですか?                                                   | 宮本直孝              | フォトグラファー                                                 |
| 682                   | 6月15日               | リサイクル率80%のまちづくり、どうやってるんですか?                                  | 田中達也              | 総合衛生コンサルタント                                           |
| 683                   | 6月22日               | リモート生活によって生まれた新しい価値観はどんなものですか?                         | 斎藤環                | 精神科医                                                         |
| 684                   | 6月29日               | 革新的なブランド、アンリアレイジでは、何にトライしていますか?                       | 森永邦彦（2回目）     | ファッションデザイナー                                           |
| 685                   | 7月13日               | なぜ、過酷な自然環境を好んで撮影しているんですか?                                   | 石川直樹              | 写真家                                                           |
| 686                   | 7月20日               | 藤井さんにとって、もみじまんじゅうとはどんな存在ですか?                             | 藤井嘉人              | 『藤い屋』四代目店主                                             |
| 687                   | 7月27日               | オーブンのようにじっくり温める経営、どんな効果がありますか?                         | 横川正紀              | ウェルカムグループ代表                                           |
| 688                   | 8月3日                | 再訪、再び訪れる旅で何を感じ取っているんですか?                                     | 三瓶玲奈              | 画家                                                             |
| 689                   | 8月10日               | なぜ20年前にNYでの活動をやめてシゲチャンランドを作ったんですか?                     | 大西重成              | イラストレーター、造形作家、『シゲチャン ランド』オーナー        |
| 690                   | 8月17日               | 青梅で東京ドーム一個分の畑で無農薬栽培をしているとは本当ですか?                     | 太田太                | Ome Farm（青梅ファーム）代表                                     |
| 691                   | 8月24日               | ノンフィクション作家は探偵とはどういう意味ですか?                                   | 田崎健太              | ノンフィクション作家                                             |
| 692                   | 8月31日               | 座ること以外のベンチの効能とはどんなものですか?                                     | 田中元子              | 株式会社グランドレベル 代表取締役社長                            |
| 693                   | 9月14日               | 石を見つめることでどんな未来が見えてきますか?                                       | 西本昌司              | “街角地質学者"、名古屋市科学館主任学芸員、博士(理学、名古屋大学) |
| 694                   | 9月21日               | 何故、古生物の復元画を書き始めたんですか?                                           | 小田隆                | 古生物復元画家                                                   |
| 695                   | 9月28日               | 辺境メシで広がった世界とは、どんなものですか?                                       | 高野秀行              | ノンフィクション作家                                             |
| 696                   | 10月5日               | 気配を感じるとはどんな写真ですか?                                                   | 中西敏貴              | 写真家                                                           |
| 697                   | 10月12日              | 何故、地元の生物の展示に拘ったんですか?                                             | 下村実                | 四国水族館飼育展示部長                                           |
| 698                   | 10月19日              | 何故、52歳でクリエイティブ・ディレクターの仕事を辞めて宇宙飛行士を目指したんですか? | 高松聡                | クリエイター、写真家                                             |
| 699                   | 10月26日              | 蒙古襲来、意外な真実とはなんですか?                                                 | 播田安弘              | 『日本史サイエンス』著者                                         |
| 700                   | 11月9日               | 15年目のライゾマティクス、世界はどう変化しましたか?                                 | 齋藤精一（2回目）     | クリエイター集団「Rhizomatiks Architecture」代表                 |
| 701                   | 11月16日              | 食は作業ではなく冒険だ!とはどんな想いですか?                                        | 篠原祐太              | 昆虫食伝道師                                                     |
| 702                   | 11月23日              | 手がける彫刻、ダンス、建築全てに何が宿っていますか?                                 | 名和晃平（2回目）     | 彫刻家、京都芸術大学教授、Sandwich Inc.主宰                      |
| 703                   | 11月30日              | エチオピア、マダガスカル、コロナ禍で回ることになってどうでしたか?                   | 村田大                | トラベルフォトグラファー                                         |
| 704                   | 12月7日               | 伝統と革新のバランス、どう取っていますか?                                           | 秋元雄史              | 東京藝術大学大学美術館 館長・教授                                |
| 705                   | 12月14日              | クリエイティブディレクター、音楽プロデューサー、ラジオDJ、起業家、一体何者ですか?   | ケン・マスイ          | クリエイティブディレクター                                       |
| 706                   | 12月21日              | 浮世絵の再構築はどのようにして生まれたんですか?                                     | 紫舟                  | 書家/アーティスト                                                |
| 707                   | 12月28日              | 来年13年ぶりに日本人選抜があるとは本当ですか?                                       | 内山崇                | 宇宙輸送船『こうのとり』フライトディレクタ                       |
| 708                   | 2021年1月11日         | 没後40年、お姉さまの向田邦子さんに今伝えたいことは何ですか?                         | 向田和子              | エッセイスト                                                     |
| 709                   | 1月18日               | 何故、ご自身のことをスノーサーファーと呼ぶんですか?                                 | 玉井太朗              | スノーサーファー                                                 |
| 710                   | 1月25日               | 何故、目黒のフレンチを長崎雲仙に移転させたんですか?                                 | 原川慎一郎            | フードコミュニティーディレクター                                 |
| 711                   | 2月1日                | お笑い芸人と学ぶSDGsとはどんなものですか?                                           | たかまつなな          | お笑いジャーナリスト                                             |
| 712                   | 2月8日                | なぜ今、岐阜でモノづくりをしているんですか?                                         | 林弘之                | (株)岐阜県商品開発研究所 代表取締役                              |
| 713                   | 2月15日               | 日本の絵画をアップデートしたいとはどういう想いですか?                               | 品川亮                | 画家                                                             |
| 714                   | 2月21日               | 何故、今年99歳の柚木さんを撮りつづけているんですか?                                 | 木寺紀雄              | 写真家                                                           |
| 714                   | 2月21日               | 何故、今年99歳の柚木さんを撮りつづけているんですか?                                 | 柚木沙弥郎            | 染色家                                                           |
| 715                   | 3月1日                | ブイクックとヴィーガンレシピで世界をどう変えたいですか?                             | 工藤柊                | 株式会社ブイクック 代表取締役CEO                                 |
| 716                   | 3月15日               | 低い山からどんな未来が見えますか?                                                   | 大内征                | 低山トラベラー / 山旅文筆家                                      |
| 717                   | 3月22日               | MSC、ASC認証とはどんな魚ですか?                                                     | 佐々木ひろこ          | フードジャーナリスト、一般社団法人Chefs for the Blue 代表理事    |
| 718                   | 3月29日               | エヴァンゲリオンでは庵野監督とどうキャッチボールして楽曲を作っていったんですか?     | 鷺巣詩郎              | 音楽家                                                           |

| 2021年4月 - 2023年3月 | 2021年4月 - 2023年3月 | 2021年4月 - 2023年3月                                             | 2021年4月 - 2023年3月 | 2021年4月 - 2023年3月                                                                         |
| 回数                  | 放送日                | テーマ                                                            | ゲスト                | 放送当時のゲスト肩書き 公式サイトまたはオンエアでの紹介                                       |
| --------------------- | --------------------- | ----------------------------------------------------------------- | --------------------- | --------------------------------------------------------------------------------------------- |
| 719                   | 2021年4月5日          | 再現した古代メソポタミアの料理は美味しかったですか?               | 遠藤雅司              | 歴史料理研究家                                                                                |
| 720                   | 4月12日               | 生きた骨董品、盆栽のルーツはどこにありますか?                     | 川仁美                | 盆栽研究家                                                                                    |
| 721                   | 4月19日               | 忘れられないあの時のあの感覚を再現できる世界はいつきますか?       | 仲谷正史              | 触覚研究家                                                                                    |
| 722                   | 4月26日               | ここ数年、テクノロジーは人に何を与えていますか?                   | 谷川じゅんじ（2回目） | スペースコンポーザー                                                                          |
| 723                   | 5月10日               | 英語の勉強に日記を取り入れることでどんな効果があるのですか?       | 新井リオ              | イラストレーター / 作家 / ミュージシャン                                                      |
| 724                   | 5月17日               | 縄文時代から判子が使われたとは本当ですか?                         | 田丸琢                | 田丸印房 五代目                                                                               |
| 725                   | 5月24日               | 山で学んだ命の大切さとはどんなものですか?                         | 野口健                | アルピニスト                                                                                  |
| 726                   | 5月31日               | オオカマキリと同伴出勤とはどういうことですか?                     | 森上信夫              | 昆虫写真家                                                                                    |
| 727                   | 6月7日                | 竹倉さんの説が世間をザワつかせているって本当ですか?               | 竹倉史人              | 人類学者                                                                                      |
| 728                   | 6月14日               | いま、世界で畳に注目が集まっているとは本当ですか?                 | 鏡芳昭                | 畳職人                                                                                        |
| 729                   | 6月21日               | 今後、チャレンジしたいのはどんな事ですか?                         | 平手友梨奈            | 女優                                                                                          |
| 730                   | 6月28日               | 朝ドラ『おかえりモネ』ではどんな事を担当されたんですか?           | 斉田季実治            | 気象キャスター、NHK連続テレビ小説『おかえりモネ』気象考証                                     |
| 731                   | 7月12日               | AIに地図は描けますか?                                             | 宇根寛                | 元国土地理院地理地殻活動研究センター長                                                        |
| 732                   | 7月19日               | いま日本が抱える問題点はどこにあると思いますか?                   | 花沢菊香              | NPO法人FASHION GIRLS FOR HUMANITY 創立者/CEO                                                  |
| 733                   | 7月26日               | 何をきっかけにQRコードを思い付いたのですか?                       | 原昌宏                | 株式会社デンソーウェーブ AUTO-ID事業部 主席技師                                               |
| 734                   | 8月2日                | 今の日本、基準に「人」が抜けているとはどういう意味ですか?         | ワタナベアニ          | 写真家・アートディレクター                                                                    |
| 735                   | 8月9日                | 歴史で未来はどう変わりますか?                                     | 深井龍之介            | 株式会社COTEN 代表者                                                                          |
| 736                   | 8月16日               | 何回も来世が来るとはどんな感覚ですか?                             | 玉城絵美              | 琉球大学工学部教授                                                                            |
| 737                   | 8月23日               | 二酸化炭素が地球を救うとはどんな発想ですか?                       | 村木風海              | 化学者・発明家 一般社団法人炭素回収技術機構(CRRA)代表理事・機構長                             |
| 738                   | 8月30日               | オリンピックでの秘訣はどんなポイントでしたか?                     | 武井壮（2回目）       | 日本フェンシング協会会長                                                                      |
| 738                   | 8月30日               | オリンピックでの秘訣はどんなポイントでしたか?                     | 山田優                | 東京オリンピック フェンシング男子 エペ団体 金メダリスト                                       |
| 739                   | 9月13日               | 特別展『北斎づくし』では何を感じ取って欲しいですか?               | 浦上満                | 『浦上蒼穹堂』 店主                                                                           |
| 740                   | 9月20日               | これまでで一番クレイジーだったのはどこですか?                     | 佐藤健寿              | フォトグラファー                                                                              |
| 741                   | 9月27日               | レアでオススメな植物は何ですか?                                   | 川端正吾              | 編集者/「STRAIGHT」代表                                                                       |
| 742                   | 10月4日               | 香りをAIで言語化することで、どんな未来がやってくる?               | 栗栖俊治              | SCENTMATIC株式会社 代表                                                                       |
| 743                   | 10月11日              | 映画の未来、どこに光を当てたいですか?                             | 岡田秀則              | 国立映画アーカイブ 主任研究員                                                                 |
| 744                   | 10月18日              | 30代に向け、どんなビジョンを描いていますか?                       | 山田涼介              | Hey! Say! JUMP メンバー                                                                       |
| 745                   | 10月25日              | 幕末の新撰組から何を学ぶべきですか?                               | 土方愛                | 土方歳三の兄から数えて六代目の子孫/「土方歳三資料館」館長                                     |
| 746                   | 11月1日               | 北極圏、一人で歩くと何が見えてきますか?                           | 荻田泰永              | 北極冒険家                                                                                    |
| 747                   | 11月15日              | 伝統と革新、どういうバランスでやっていますか?                     | 土田康彦              | ヴェネチアンガラスアーティスト                                                                |
| 748                   | 11月22日              | 塩の健康法ってどんなものがあるんですか?                           | 青山志穂              | ソルトコーディネーター                                                                        |
| 749                   | 11月29日              | 銭湯文化どのように残していきたいですか?                           | 今井健太郎            | 銭湯、温泉、スーパー銭湯、旅館大浴場等、温浴施設専門の建築家 / 今井健太郎建築設計事務所       |
| 750                   | 12月5日               | 日本茶は今後、どんな風に変わっていくと思いますか?                 | ブレケル・オスカル    | 日本茶インストラクター、日本茶伝道師                                                          |
| 751                   | 12月12日              | 再生可能エネルギーどこまで実現できますか?                         | 塩出晴海              | 創業者、株式会社Nature 代表                                                                   |
| 752                   | 12月19日              | 建築に柔らかさを求めるとはどんなアプローチですか?                 | クマタイチ            | 建築家、TAILAND 主宰                                                                          |
| 753                   | 12月26日              | なぜ成層圏で魚の干物を作ろうと思ったんですか?                     | 佐原理                | 徳島大学大学院・准教授                                                                        |
| 754                   | 2022年1月9日          | 4代目新帝国ホテルの建築家、どのように決まったんですか?            | 田根剛                | 建築家                                                                                        |
| 755                   | 1月16日               | 世界史は、化学でできているんですか?                               | 左巻健男              | 東京大学非常勤講師 / 元法政大学生命科学部環境応用化学科教授 / 『理科の探検（RikaTan）』編集長 |
| 756                   | 1月23日               | 何故、木彫りの熊を研究することになったんですか?                   | 安藤夏樹              | 編集者                                                                                        |
| 757                   | 1月30日               | コロナ禍で業界はどう変わりましたか?                               | 後藤孝太郎            | 映画監督                                                                                      |
| 758                   | 2月6日                | 何故、海の動物の獣医になったんですか?                             | 田島木綿子            | 国立科学博物館 研究員 / 海の哺乳類の専門家 / 獣医                                             |
| 759                   | 2月13日               | 売り上げを伸ばさない経営とは、どんな理念ですか?                   | 影山知明              | クルミドコーヒー / 胡桃堂喫茶店 店主                                                          |
| 760                   | 2月20日               | 洞窟探検家としての喜びとはどんなところですか?                     | 吉田勝次              | 洞窟探検家                                                                                    |
| 761                   | 2月27日               | 自分を表現しないことが大事とは何故ですか?                         | 安田登                | 能楽師                                                                                        |
| 762                   | 3月13日               | 100年企業の原動力、どこにありますか?                              | 寺岡和治              | 寺岡精工 会長                                                                                 |
| 763                   | 3月20日               | セーヌ川に浮かぶ船の、再生プロジェクトとはどんなものですか?       | 遠藤秀平              | 建築家                                                                                        |
| 764                   | 3月27日               | 水が燃料のエンジンを開発したとは本当ですか?                       | 浅川純                | 株式会社Pale Blue CEO                                                                         |
| 765                   | 4月3日                | 1円で雑誌を売ることの勝算はどこにありますか?                      | 小野直紀              | 雑誌『広告』 編集長、博報堂monom 代表 / デザインスタジオYOY 主宰                              |
| 766                   | 4月10日               | そもそも孫子は2人いたとはどういうことですか?                      | 渡邉義浩              | 早稲田大学教授/『マンガ 孫子の兵法』監修者                                                    |
| 767                   | 4月17日               | これまでにどんな遺跡や沈没船に出会いましたか?                     | 山舩晃太郎            | 水中考古学者                                                                                  |
| 768                   | 4月24日               | 何故、日本人は投資にネガティブだと思いますか?                     | 厚切りジェイソン      | 芸人、IT企業役員                                                                              |
| 769                   | 5月8日                | 諸行無常の儚さを体感できるとはどんなアートですか?                 | ヒラシママイ          | 塩水アーティスト                                                                              |
| 770                   | 5月15日               | 何故、大学生でサファリガイドを目指したんですか?                   | 太田ゆか              | 南アフリカ政府公認サファリガイド                                                              |
| 771                   | 5月22日               | 木が、人の肌見えてくるとは本当ですか?                             | 金巻芳俊              | 木彫作家                                                                                      |
| 772                   | 5月29日               | え?植木鉢で焼き芋が作れるんですか?                                | 小野寺耕平            | トッカグン 芸人、予備自衛官、防災士                                                           |
| 773                   | 6月5日                | 良い眠りには何が一番大切ですか?                                   | 西野精治              | スタンフォード大学医学部精神科教授 「スタンフォード式 最高の睡眠」著者                        |
| 774                   | 6月12日               | 老化のメカニズムはどこまで判明していますか?                       | 小林武彦              | 生物学者 東京大学定量生命科学研究所 教授                                                      |
| 775                   | 6月19日               | ゴミをゴミと思わない社会とはどんな世界ですか?                     | 村上結輝              | 株式会社On-Co 執行役員 素材デザイナー                                                         |
| 776                   | 6月26日               | 島をデザインしたいとはどんな構想ですか?                           | 長坂常（2回目）       | 建築家                                                                                        |
| 777                   | 7月10日               | 芸術でどんな未来を描きたいですか?                                 | 大宮エリー            | —                                                                                             |
| 778                   | 7月17日               | 何故、鯖江に移住してデザイン会社を立ち上げたんですか?             | 新山直広              | TSUGI 代表 クリエイティブディレクター                                                         |
| 779                   | 7月24日               | 何故、海上の浮遊都市構想を進めているんですか?                     | 田崎有城              | N-ARK 代表                                                                                    |
| 780                   | 7月31日               | 織田信長が食べていた味噌料理とはどんなものですか?                 | 長尾明子（minokamo）  | 料理家、写真家                                                                                |
| 781                   | 8月7日                | 地域によって展示が変わるリレー展とはどんなスタイルですか?         | 鴻池朋子              | 現代アーティスト                                                                              |
| 782                   | 8月14日               | スニーカー界のターニングポイントはどこにありますか?               | 国井栄之              | ミタスニーカーズ クリエイティブ・ディレクター                                                 |
| 783                   | 8月21日               | 木を回転させて作品を作る、ウッドターニングにどう出会ったんですか? | 中島信太郎            | ウッドターナー                                                                                |
| 784                   | 8月28日               | 歌舞伎の小道具の難しさと面白さはどこにありますか?                 | 近藤真理子            | 藤浪小道具株式会社 演劇部演劇課課長                                                           |
| 785                   | 9月11日               | 漆の声を聞き、寄り添うとはどういうことですか?                     | 室瀬和美              | 漆芸家・重要無形文化財「蒔絵」保持者（人間国宝）                                              |
| 786                   | 9月18日               | 何故、超精密なボディーペイントを描き始めたんですか?               | チョーヒカル          | ペイントアーティスト                                                                          |
| 787                   | 9月25日               | 北海道白老町での芸術祭ではどんな展示をされますか?                 | 鈴木ヒラク            | アーティスト                                                                                  |
| 788                   | 10月2日               | 医療とマジック、共通点はありますか?                               | 志村祥瑚              | 精神科医、マジシャン                                                                          |
| 789                   | 10月9日               | 信長やナポレオン、天才は何を食べて成功したんですか?               | 真山知幸              | 偉人研究家                                                                                    |
| 790                   | 10月16日              | アイディア溢れるプロダクトはどのように生み出されるんですか?       | 小野直紀              | デザインスタジオYOY                                                                           |
| 790                   | 10月16日              | アイディア溢れるプロダクトはどのように生み出されるんですか?       | 山本侑樹              | デザインスタジオYOY                                                                           |
| 791                   | 10月23日              | 温もりのあるデジタルとはどんなものですか?                         | 於保浩介              | ビジュアルデザインスタジオWOW                                                                 |
| 791                   | 10月23日              | 温もりのあるデジタルとはどんなものですか?                         | 高岸寬                | ビジュアルデザインスタジオWOW                                                                 |
| 792                   | 10月30日              | 日本初のジオホテル・ジオパークとはどんなものですか?               | 青山敦士              | ジオホテル「Entô」 代表                                                                       |
| 793                   | 11月13日              | 本物以上に美しい木彫りの伊勢海老、どう彫っているんですか?         | 大竹亮峯              | 木彫刻家                                                                                      |
| 794                   | 11月20日              | 役割と修行とはどんなモチベーションですか?                         | 小松美羽              | 現代アーティスト                                                                              |
| 795                   | 11月27日              | イグノーベル賞から、僕たちは何を学べますか?                       | 五十嵐杏南            | サイエンスライター                                                                            |
| 796                   | 12月4日               | まだ撮り足りない被写体はどんなものですか?                         | 正田真弘              | 写真家                                                                                        |
| 797                   | 12月11日              | プレゼンできる庭師とはどんなコンセプトですか?                     | スガヒロフミ          | 庭師、ランドスケープデザイナー                                                                |
| 798                   | 12月18日              | 自分の価値をどう管理し、高めていますか?                           | オカダ・カズチカ      | 新日本プロレス                                                                                |
| 799                   | 12月25日              | 自分には才能がないと思い続けているのは何故ですか?                 | 大竹伸朗              | 現代美術家                                                                                    |
| 800                   | 2023年1月8日          | 日本人の精神性が宿るテントとはどんなものですか?                   | 小杉敬                | キャンプギアクリエイター、株式会社ゼインアーツ代表取締役社長                                  |
| 801                   | 1月15日               | 江戸中期から継承する京提灯とはどんなものですか?                   | 小嶋俊                | 小嶋商店10代目                                                                                |
| 801                   | 1月15日               | 江戸中期から継承する京提灯とはどんなものですか?                   | 小嶋涼                | 小嶋商店10代目                                                                                |
| 802                   | 1月22日               | そもそも毒って何ですか?                                           | 細矢剛                | 国立科学博物館 植物研究部長                                                                   |
| 803                   | 1月29日               | 椅子は身分・地位を表すとはどういいことですか?                     | 織田憲嗣              | 椅子研究家                                                                                    |
| 804                   | 2月5日                | 社員1500人フルリモートとは何の会社ですか?                         | 石倉秀明              | 株式会社キャスター取締役                                                                      |
| 805                   | 2月12日               | バーチャル建築がリアルにどんな影響を与えていますか?               | 番匠カンナ            | idiomorph主宰、株式会社ambr CXO                                                               |
| 806                   | 2月19日               | 常に感じる身体の中心とは何処になりますか?                         | 苳英里香              | 舞踊家                                                                                        |
| 807                   | 2月26日               | 何故、ダンボールを素材に造形物を作ろうと思ったんですか?           | オダカマサキ          | ダンボールアーティスト                                                                        |
| 808                   | 3月12日               | 混沌に安らぎを感じるとはどんな感覚ですか?                         | 加藤美樹              | 陶芸家                                                                                        |
| 809                   | 3月19日               | 思ったより脳はポンコツとはどういうことですか?                     | 中野信子              | 脳科学者                                                                                      |
| 810                   | 3月26日               | サンゴを知ることでどんな未来を知ることができますか?               | 栗原晴子              | 琉球大学理学部海洋自然科学科教授                                                              |

| 2023年4月 - 2025年3月 | 2023年4月 - 2025年3月 | 2023年4月 - 2025年3月                                           | 2023年4月 - 2025年3月                | 2023年4月 - 2025年3月                                                                       |
| 回数                  | 放送日                | テーマ                                                          | ゲスト                               | 放送当時のゲスト肩書き 公式サイトまたはオンエアでの紹介                                     |
| --------------------- | --------------------- | --------------------------------------------------------------- | ------------------------------------ | ------------------------------------------------------------------------------------------- |
| 811                   | 2023年4月2日          | これからの "心の健康” には何が必要ですか?                       | 星野概念                             | 精神科医                                                                                    |
| 812                   | 4月9日                | 食べる以外にトウガラシ、何に使えますか?                         | 松島憲一                             | 信州大学学術研究院（農学系）教授                                                            |
| 813                   | 4月16日               | 香り立つ、新しく懐かしい感じはどう意識しているんですか?         | KAZUSA MATSUYAMA                     | 現代アーティスト                                                                            |
| 814                   | 4月23日               | お茶で世界の分断を止めるとはどんな目標ですか?                   | 岩本涼                               | 株式会社TeaRoom代表 裏千家茶道家                                                            |
| 815                   | 4月30日               | DOHO STYLEとはどんな農法ですか?                                 | 道法正徳                             | 株式会社グリーングラス代表                                                                  |
| 816                   | 5月7日                | 見えないモノを書きたいとはどんな想いですか?                     | マテウシュ・ウルバノヴィチ           | イラストレーター                                                                            |
| 817                   | 5月14日               | いま、人工冬眠の技術はどこまで来ていますか?                     | 櫻井武                               | 睡眠医科学研究者                                                                            |
| 818                   | 5月21日               | 肉はアートとはどういうことですか?                               | たなかさとる                         | 肉師                                                                                        |
| 819                   | 5月28日               | 何故、演奏しながら写真撮影しているんですか?                     | ヴィルフリート・和樹・ヘーデンボルク | ヴァイオリニスト                                                                            |
| 820                   | 6月4日                | デジタル化とDX、どこが違いますか?                               | 山口功作                             | 香川県CDO補佐官                                                                             |
| 821                   | 6月11日               | いま種をつなぎたい推しの伝統野菜は何ですか?                     | 小林宙                               | 鶴頸種苗流通プロモーション代表                                                              |
| 822                   | 6月18日               | エジプトの古代遺跡、まだ9割が埋もれているって本当ですか?        | 河江肖剰                             | エジプト考古学者                                                                            |
| 823                   | 6月25日               | 音楽が鳴っているとはどんな写真ですか?                           | 平間至                               | 写真家                                                                                      |
| 824                   | 7月2日                | 量子コンピュータとは何ですか？                                  | 大関真之                             | 東北大学、東京工業大学教授 株式会社シグマアイ 代表                                          |
| 825                   | 7月9日                | 岐阜・長良スペシャル DAY1                                       | 宮部賢二                             | 金華山研究家                                                                                |
| 826                   | 7月16日               | 岐阜・長良スペシャル DAY2                                       | 杉山雅彦                             | 鵜匠                                                                                        |
| 827                   | 7月23日               | 格闘技とヘルスケア、共通点はどこにありますか?                   | 林憂也                               | リラクゼーションサロン「H EALTH C ARE M AN」運営                                            |
| 828                   | 7月30日               | 何故、今年永平寺の御用達に選ばれたんですか?                     | 内田徹                               | 漆琳堂 八代目当主                                                                           |
| 829                   | 8月6日                | 写真でアスリートとファンを繋ぐとはどんな感覚ですか?             | 南しずか                             | フォトグラファー                                                                            |
| 830                   | 8月13日               | 開発したIoTセンサーの「grow CONNECT」とはどんなモノですか?      | 芹澤孝悦                             | プランティオ株式会社 代表                                                                   |
| 831                   | 8月20日               | 21歳で80代の師匠に口伝で教わったとは本当ですか?                 | 川原隆邦                             | 蛭谷和紙職人                                                                                |
| 832                   | 8月27日               | “技術力を売る”とはどんなコンセプトですか?                       | 立川裕大                             | 伝統技術ディレクター                                                                        |
| 833                   | 9月3日                | 熟達のその先にあるものとは何ですか?                             | 為末大（2回目）                      | ー                                                                                          |
| 834                   | 9月10日               | 食の国と書いて「おすくに」とはどういう意味ですか?               | 小倉ヒラク（2回目）                  | 発酵デザイナー                                                                              |
| 835                   | 9月17日               | 丹田の丹に影で『丹影』何故、お名前に影を入れたんですか?         | 丹影                                 | 清水焼絵付師                                                                                |
| 836                   | 9月21日               | デザイン思考とはどんな考え方ですか?                             | 松本勝                               | VISITS Technologies株式会社 代表                                                            |
| 837                   | 10月1日               | 日本庭園とメディアアート、どう関連しますか?                     | 原瑠璃彦                             | 日本文化研究者                                                                              |
| 838                   | 10月8日               | 椎茸栽培はサステナブル、とはどういうことですか?                 | 杉本和英                             | 杉本商店 代表                                                                               |
| 839                   | 10月15日              | 人の祈りを形にするとはどんな使命ですか?                         | 中村弘峰                             | 中村人形 四代目                                                                             |
| 840                   | 10月22日              | 牛メタン削減プロジェクト、今後どうなりますか?                   | 小池聡                               | 北海道大学教授                                                                              |
| 841                   | 10月29日              | 中学生が嫌いになる教科1位は美術、とは何故ですか?                | 末永幸歩                             | 美術教師 / 東京学芸大学個人研究員 / アーティスト                                            |
| 842                   | 11月5日               | EC黎明期にリアル店舗の価値が高まると思ったのは何故ですか?       | 坂矢悠詞人                           | セレクトショップ「PHAETON」オーナー                                                         |
| 843                   | 11月12日              | 宇宙がエキゾチックとはどういう意味ですか?                       | 長井知幸                             | 宇宙物理学者 「南阿蘇ルナ天文台」次世代型天文台開発ディレクター                             |
| 844                   | 11月19日              | 世界120ヶ国を旅しながら、どんな仕事をしてますか?                | 小林邦宏                             | オンラインフラワーショップ「世界の花屋」チーフバイヤー                                      |
| 845                   | 11月26日              | オーロラの音、聞いたことありますか?                             | 門脇久芳                             | オーロラ写真家                                                                              |
| 846                   | 12月3日               | 奈良時代にもリサイクルの考えがあったとは本当ですか?             | 今井晃樹                             | 奈良文化財研究所都城発掘調査部副部長 /都城発掘調査部考古第三研究室長                        |
| 847                   | 12月10日              | 手紙の代書をテーマにした小説にはどんな想いが込められていますか? | 小川糸                               | 作家                                                                                        |
| 848                   | 12月17日              | ダンボールが可愛いとはどういうことですか?                       | 大野萌菜美                           | ダンボールクリエイター                                                                      |
| 849                   | 2024年1月7日          | 日本の城を武士目線で見ると何が見えてきますか?                   | 小和田泰経                           | 静岡英和学院大学講師 歴史研究家／日本城郭協会理事                                           |
| 850                   | 1月14日               | 何故、インド北部のラダックの取材を続けているんですか？          | 山本高樹                             | 著述家、編集者、写真家                                                                      |
| 851                   | 1月21日               | 枯れ木こそ、山の賑わいとはどういう意味ですか?                   | 深澤遊                               | 生態学者／東北大学農学部准教授                                                              |
| 852                   | 1月28日               | 縄文時代の暮らしからどんな未来を覗いていますか?                 | 週末縄文人（縄、文）                 | 休日に縄文人さながらの生活を実践するサラリーマン2人組                                       |
| 853                   | 2月4日                | 人は実際より22倍大きい音を聞いているとはどういうことですか?     | 川原繁人                             | 言語学者                                                                                    |
| 854                   | 2月11日               | 深海の生物をどのように捕獲していますか?                         | 石垣幸二                             | 有限会社ブルーコーナー 代表                                                                 |
| 855                   | 2月18日               | ピカソの最大の魅力はどこにありますか?                           | 岡村多佳夫                           | 美術評論家                                                                                  |
| 856                   | 2月25日               | 開発している弱いロボットとはどんなものですか?                   | 岡田美智男                           | 豊橋技術科学大学情報・知能工学系教授                                                        |
| 857                   | 3月3日                | カラスはごみ袋の中まで見えてるとは本当ですか?                   | 入倉隆                               | 芝浦工業大学名誉教授                                                                        |
| 858                   | 3月10日               | ヒラギノゴシックはどのように誕生したんですか?                   | 鳥海修                               | 書体設計士                                                                                  |
| 859                   | 3月17日               | いま、銀座でどのくらいの蜂蜜が採れますか?                       | 田中淳夫                             | 銀座ミツバチプロジェクト 副理事長                                                           |
| 860                   | 3月24日               | 言葉に出来ないところを写真に撮るとはどんな感覚ですか?           | 大橋仁                               | 写真家                                                                                      |
| 861                   | 3月31日               | どんな経緯でシロクマ専門の写真家になったんですか?               | 丹葉暁弥                             | 自然写真家・シロクマ写真家                                                                  |
| 862                   | 4月7日                | 何故ヨーロッパで日本の文楽が流行しているんですか?               | 山口遥子                             | 人形劇研究者                                                                                |
| 863                   | 4月14日               | 世界はラテン語でできているとはどういうことですか?               | ラテン語さん                         | ラテン語研究者                                                                              |
| 864                   | 4月21日               | 40年間、伝統と革新をどんなバランスでデザインしていますか?       | 須藤玲子                             | テキスタイルデザイナー                                                                      |
| 865                   | 4月28日               | 今と昔、コミュニケーションはどこが変わったと思いますか?         | 塩野米松                             | 作家                                                                                        |
| 866                   | 5月5日                | 奇妙で美しい模様石の魅力はどんなところですか?                   | 山田英春                             | 装丁家                                                                                      |
| 867                   | 5月12日               | 染め色は命の色とはどんな感覚ですか?                             | 志村宏                               | 染師                                                                                        |
| 868                   | 5月19日               | 再開発が進む街で何を残したいですか?                             | 坪沼敬広                             | 渋谷肥料 / 渋谷土産プロジェクト 代表                                                        |
| 869                   | 5月26日               | ドラえもんを本気で作る!って、今どんな段階ですか?                | 大澤正彦                             | 人工知能研究者                                                                              |
| 870                   | 6月2日                | 小学生から鷹と暮らして鷹で起業、どんな道のりでしたか?           | 石橋美里                             | 鷹匠                                                                                        |
| 871                   | 6月9日                | ドローンで出来ること、どこまで増えてますか?                     | 金子洋介                             | SORA Technology CEO                                                                         |
| 872                   | 6月16日               | 10年後の武井壮はどうなってると思いますか?                       | 武井壮（3回目）                      | —                                                                                           |
| 873                   | 6月23日               | バイオリンやチェロを作る難しさと面白さはどこにありますか?       | 井筒功                               | 楽器職人                                                                                    |
| 874                   | 6月30日               | 猿を知ることで人を知るとはどんな考えですか?                     | 下村実                               | 日本モンキーセンター 園長                                                                   |
| 875                   | 7月7日                | 特別展『昆虫 MANIAC』はどのぐらいマニアックですか?              | 井手竜也                             | 国立科学博物館 研究員、ハチ研究者                                                           |
| 876                   | 7月14日               | 何故、にっぽんの里山を中心に撮影しているんですか?               | 今森光彦                             | 写真家                                                                                      |
| 877                   | 7月21日               | AIは教育現場でどうなっていきますか?                             | 利根川裕太                           | 特定非営利活動法人みんなのコード 代表理事                                                   |
| 878                   | 7月28日               | なぜ名作椅子を解体して解説する本を出版したんですか?             | 西川栄明                             | 編集者、椅子研究者                                                                          |
| 879                   | 8月4日                | 写真が対話のきっかけとはどんな考えですか?                       | 牛丸維人                             | 写真家、ドキュメンタリー映像作家                                                            |
| 880                   | 8月11日               | デザイナーはお節介が大事とはどういうことですか?                 | 稲波伸行                             | 株式会社RW 代表取締役 名古屋芸術大学 非常勤講師                                             |
| 881                   | 8月18日               | アートにおける”見立て”とは、どういうことですか?                 | 鈴木康広                             | アーティスト                                                                                |
| 882                   | 8月25日               | 森羅万象に想いを寄せて彫るとはどういう彫り方ですか?             | はしもとみお                         | 動物彫刻家                                                                                  |
| 883                   | 9月1日                | アリと共生するアリ植物とはどんな植物ですか?                     | 伊藤彰洋                             | 伊藤蟻植物農園 代表                                                                         |
| 884                   | 9月8日                | 能登に向けた『漆で繋ぐプロジェクト』どんな取り組みですか?       | 藤田和                               | 漆作家                                                                                      |
| 885                   | 9月15日               | "こころ"について本を書かれたのは何故ですか?                     | 中村憲剛                             | 元サッカー日本代表、サッカー指導者・解説者                                                  |
| 886                   | 9月22日               | 人だけじゃない特殊メイクとはどういうことですか?                 | 快歩                                 | 特殊メイクアーティスト                                                                      |
| 887                   | 9月29日               | お金自体には価値はないとはどういう意味ですか?                   | 田内学                               | 金融教育家                                                                                  |
| 888                   | 10月6日               | 石渡さんにとって糸や布とはどんな存在ですか?                     | 石渡結                               | 染織アーティスト                                                                            |
| 889                   | 10月13日              | 古生物と特撮ヒーローに関連があるとはどういうことですか？        | 芝原暁彦                             | 古生物学者                                                                                  |
| 890                   | 10月20日              | 魚について知るとビジネスに役立つとは何故ですか?                 | ながさき一生                         | おさかなコーディネータ 株式会社さかなプロダクション 代表取締役フェロー                      |
| 891                   | 10月27日              | どうしたら鳥に懐かれますか?                                     | 細川博昭                             | サイエンスライター、鳥研究家                                                                |
| 892                   | 11月3日               | 多言語翻訳プラットフォームとはどんなモノですか?                 | 坂西優                               | 八楽株式会社 代表取締役社長                                                                 |
| 893                   | 11月10日              | いま、日本の空き家問題はどうなっていますか?                     | 水谷岳史                             | 株式会社On-Co 代表取締役                                                                    |
| 894                   | 11月17日              | なぜ、佐賀県庁からJAXAに出向することになったんですか?           | 円城寺雄介                           | 宇宙公務員                                                                                  |
| 895                   | 11月24日              | スタジオでちょっと技をかけてもらっていいですか?                 | 樋口黎                               | 2024年パリ・オリンピック代表 レスリング男子フリースタイル57kg級 金メダリスト                |
| 896                   | 12月1日               | 生身の医師としてのミッションは何ですか?                         | 山本健人                             | 医師                                                                                        |
| 897                   | 12月8日               | 生命の輪郭線を感じる旅とはどんなものですか?                     | 角幡唯介（2回目）                    | 探検家、作家                                                                                |
| 898                   | 12月15日              | 村上さんが次に目指すのはどこですか?                             | 村上隆                               | 現代美術家                                                                                  |
| 899                   | 12月22日              | 今、チョコレートが危機とはどういうことですか?                   | 佐藤隆義                             | ジェイアール名古屋タカシマヤ 販売促進部 副部長                                              |
| 900                   | 12月29日              | 28歳でNBAを目指したのは何故ですか?                              | 寺田智美                             | 元NBAダンサー、ダンスインストラクター                                                       |
| 901                   | 2025年1月5日          | お米の素晴らしさってどんなところですか?                         | 芦垣裕                               | おこめアドバイザー 有限会社初音屋 代表取締役 米・食味鑑定士／水田環境鑑定士／調理炊飯鑑定士 |
| 902                   | 1月12日               | 発明の価値は誘惑すること、とはどういうことですか?               | 高橋鴻介                             | 発明家                                                                                      |
| 903                   | 1月19日               | なぜ未経験の若者12人を連れて北極へ行ったんですか?               | 荻田泰永（2回目）                    | 北極冒険家                                                                                  |
| 904                   | 1月26日               | 今、民間の宇宙旅行はどうなっていますか?                         | 林公代（2回目）                      | 宇宙ライター                                                                                |
| 905                   | 2月2日                | ギソクの図書館とはどんな場所ですか?                             | 遠藤謙                               | 義足エンジニア 株式会社Xiborg 代表取締役                                                    |
| 906                   | 2月9日                | 宇宙開発が災害対策になるとは何故ですか?                         | 菊池優太                             | 一般社団法人SPACE FOODSPHERE 理事                                                           |
| 907                   | 2月16日               | なぜ給水係を担当することになったんですか?                       | 八田秀雄                             | 東京大学大学院 教授                                                                         |
| 908                   | 2月23日               | 「美味い」と「美味しい」が違うとはどういうことですか?           | 浜田岳文                             | 美食家                                                                                      |
| 909                   | 3月2日                | なぜ、危険生物や巨大生物をハントし続けているんですか?           | 平坂寛                               | 生物ライター                                                                                |
| 910                   | 3月9日                | モデルやアスリートが鉄瓶を愛用しているのはなぜですか?           | 田山貴紘                             | 南部鉄器職人                                                                                |
| 911                   | 3月16日               | エモーショナルデザインとはどんなものですか?                     | 橋田規子                             | プロダクトデザイナー・芝浦工業大学 教授                                                     |
| 912                   | 3月23日               | 今の時代に合った森とはどんな森ですか?                           | 奥田悠史                             | 株式会社やまとわ 代表・森林ディレクター                                                     |
| 913                   | 3月30日               | あの"なめらかプリン"の生みの親とは本当ですか?                   | 所浩史                               | パティシエ                                                                                  |

### 2025年4月 -
| 2025年4月 - 2027年3月（予定） | 2025年4月 - 2027年3月（予定） | 2025年4月 - 2027年3月（予定） | 2025年4月 - 2027年3月（予定） | 2025年4月 - 2027年3月（予定）                           |
| 回数                          | 放送日                        | テーマ                        | ゲスト                        | 放送当時のゲスト肩書き 公式サイトまたはオンエアでの紹介 |
| ----------------------------- | ----------------------------- | ----------------------------- | ----------------------------- | ------------------------------------------------------- |
| 914                           | 2025年4月6日                  | 今の僕、どう見えていますか?   | 茂木健一郎（6回目）           | 脳科学者                                                |

## 特別番組
NISSAY FINDING THE HAPPINESS ～GROWING REED SPECIAL～
2014年7月21日18:00 - 19:55放送。
トークゲストは滝川クリステル、山崎直子（宇宙飛行士）、久我尚子（ニッセイ基礎研究所）、井上雄彦（漫画家）。